# Schwarzenberská hrobka (Vídeň)
Schwarzenberská hrobka je pohřebiště šlechtického rodu Schwarzenbergů v kryptě pod kaplí sv. Mikuláše Tolentinského v augustiniánském kostele ve Vídni. Pro sebe a svou rodinu ji založil v roce 1656 Jan Adolf I. ze Schwarzenbergu, ale už v roce 1600 byl pod presbytářem kostela pohřben vojevůdce Adolf ze Schwarzenbergu. Hrobka sloužila jako hlavní pohřebiště rodu po dobu jednoho století (pohřby mezi lety 1683–1783).

## Historie
Augustiniánský klášter s kostelem ve Vídni byl založen římskoněmeckým králem, rakouským a štýrským vévodou Fridrichem I. Habsburským v roce 1327. V kostele byli pohřbíváni příslušníci vlivných šlechtických rodů (např. Dietrichsteinové, Harrachové, 
Pálffyové, Starhembergové či Waldsteinové) a od roku 1654 v něm byly ukládány urny se srdci Habsburků.
Schwarzenbergové bývali do poloviny 17. století většinou pohřbíváni v bavorském Astheimu, kde praotec schwarzenberského rodu Erkinger ze Seinsheimu (1362–1437) založil se svou první ženou Annou z Bibry 2. června 1409 kartuziánský klášter Pons Mariae (Kartause Marienbrück). Hrobka se nacházela pod presbytářem kostela. Jan Adolf I. ze Schwarzenbergu byl nejvyšším štolmistrem a od roku 1656 nejvyšším hofmistrem císařova bratra arcivévody Leopolda Viléma. Ve stejném roce, kdy získal úřad hofmistra a přesídlil do Vídně, nechal pod kaplí svatého Mikuláše Tolentinského zřídit novou rodovou hrobku. Pro jistotu byla podepsána smlouva, která garantovala, že pohřební památníky nemohly být zrušeny ani v případě vymření rodu. Prestiž rodového pohřebiště zvyšovala blízkost kostela u Hofburgu a návaznost na vládnoucí dynastii. Navíc už v roce 1600 byl pod presbytářem pohřben jeho děd Adolf ze Schwarzenbergu, vítěz nad Turky u pevnosti Rábu (v roce 1598). V hrobce samotné pak bylo pohřbeno 16 příslušníků rodu. 
V roce 1783 byl však kostel z řádového proměněn na farní a následně regotizován. Proto se Jan Nepomuk I. ze Schwarzenbergu (1742–1789) rozhodl založit rodové pohřebiště na jiném místě. Volba padla na hřbitovní kostel sv. Jiljí v Domaníně u Třeboně, která měla pro Schwarzenbergy symbolický význam, protože byla prvním panstvím, které v Čechách v roce 1660 získali.

## Seznam pohřbených

### Chronologicky podle úmrtí
V tabulce jsou uvedeny základní informace o pohřbených. Fialově jsou vyznačeni příslušníci a příslušnice rodu Schwarzenbergů, žlutě manželky a manželé, pokud zde byli pohřbeni. Červeně jsou zvýrazněna knížata. Generace jsou počítány od Erkingera ze Schwarzenbergu, který byl v roce 1429 povýšen do stavu svobodných pánů. U manželek je generace v závorce a týká se generace manžela. Děti jsou vypsány v poznámce u matky, avšak pokud byla matka pohřbena jinde, jsou děti uvedeny v poznámce u otce.
| Po-řa-dí | Ge-ne-ra-ce | Jméno pohřbeného                                   | Datum a místo narození        | Otec                                                                                                  | Datum a místo sňatku, choť                                                           | Pohřeb a uložení do hrobky | Poznámky |
| Po-řa-dí | Ge-ne-ra-ce | Jméno pohřbeného                                   | Datum a místo úmrtí           | Matka                                                                                                 | Datum a místo sňatku, choť                                                           | Pohřeb a uložení do hrobky | Poznámky |
| -------- | ----------- | -------------------------------------------------- | ----------------------------- | --- | ------------------------------------------------------------------------------------ | --- | --- |
| 1.       | 7.          | Adolf ze Schwarzenbergu (stefansberská linie)      | 1551 Gimborn                  | Vilém III. ze Schwarzenbergu                                                                          | Markéta Wolffová z Metternichu                                                       | Pohřben s poctami 6. 12. 1600 pod hlavním oltářem, vznikl také mramorový epitaf, který byl však už asi v roce 1635 odstraněn.                                                                                   | Vojevůdce, dobyvatel pevnosti Rábu (1598), za což byl v roce 1599 povýšen do říšského hraběcího stavu. Byl mu polepšen erb o krkavce klovajícím uťatou hlavu Turka. Narodil se mu syn: - Adam (1583–1641; pohřben v kostele sv. Mikuláše ve Špandavě) |
| 1.       | 7.          | Adolf ze Schwarzenbergu (stefansberská linie)      | 29. 7. 1600 Pápa              | Anna z Harff-Alsdorfu † 1584 Gimborn                                                                  | Markéta Wolffová z Metternichu                                                       | Pohřben s poctami 6. 12. 1600 pod hlavním oltářem, vznikl také mramorový epitaf, který byl však už asi v roce 1635 odstraněn.                                                                                   | Vojevůdce, dobyvatel pevnosti Rábu (1598), za což byl v roce 1599 povýšen do říšského hraběcího stavu. Byl mu polepšen erb o krkavce klovajícím uťatou hlavu Turka. Narodil se mu syn: - Adam (1583–1641; pohřben v kostele sv. Mikuláše ve Špandavě) |
| 2.       | 9.          | Jan Adolf I. ze Schwarzenbergu                     | 20. 9. 1615 Weibelskirchen    | Adam ze Schwarzenbergu 26. 8. 1583 Gimborn, Severní Porýní-Vestfálsko – 14. 3. 1641 (Berlín)-Špandava | 15. 3. 1644 Vídeň: Marie Justina ze Starhembergu 1618 Eferding – 31. 1. 1681 Třeboň  | 1683 | 1. kníže ze Schwarzenbergu (1670–1683), zakladatel hrobky. V roce 1654 získal český inkolát a stal se prvním majitelem českých panství (Třeboň 1660, Hluboká 1661). Prezident Říšské dvorské rady (1670–1683). Narodily se mu následující děti: - 1. Jan Leopold Filip (1647–1647; pohřben v kapucínském kostele v Murau) - 2. Marie Arnoštka, provd. Eggenbergová (1649–1719; č. 9) - 3. Ferdinand Vilém Eusebius (1652–1703; č. 8) - 4. Charlotta (1654–1661) - 5. Ludvík Adam (1655–1656) - 6. Polyxena (1658–1659) Manželka byla pohřbena v augustiniánském kostele sv. Jiljí v Třeboni. |
| 2.       | 9.          | Jan Adolf I. ze Schwarzenbergu                     | 26. 5. 1683 Laxenburg         | Markéta Wolffová z Metternichu                                                                        | 15. 3. 1644 Vídeň: Marie Justina ze Starhembergu 1618 Eferding – 31. 1. 1681 Třeboň  | 1683 | 1. kníže ze Schwarzenbergu (1670–1683), zakladatel hrobky. V roce 1654 získal český inkolát a stal se prvním majitelem českých panství (Třeboň 1660, Hluboká 1661). Prezident Říšské dvorské rady (1670–1683). Narodily se mu následující děti: - 1. Jan Leopold Filip (1647–1647; pohřben v kapucínském kostele v Murau) - 2. Marie Arnoštka, provd. Eggenbergová (1649–1719; č. 9) - 3. Ferdinand Vilém Eusebius (1652–1703; č. 8) - 4. Charlotta (1654–1661) - 5. Ludvík Adam (1655–1656) - 6. Polyxena (1658–1659) Manželka byla pohřbena v augustiniánském kostele sv. Jiljí v Třeboni. |
| 3.       | 11.         | Kristián ze Schwarzenbergu                         | 22. 11. 1685 Vídeň            | Ferdinand Vilém Eusebius ze Schwarzenbergu (č. 8)                                                     |                                                                                      | | Pokřtěn. |
| 3.       | 11.         | Kristián ze Schwarzenbergu                         | 22. 11. 1685 Vídeň            | Marie Anna ze Sulzu (č. 7)                                                                            |                                                                                      | | Pokřtěn. |
| 4.       | 11.         | Marie Josefa Arnoštka ze Schwarzenbergu            | 16. 3. 1675                   | Ferdinand Vilém Eusebius ze Schwarzenbergu (č. 8)                                                     |                                                                                      | | |
| 4.       | 11.         | Marie Josefa Arnoštka ze Schwarzenbergu            | 5. 1. 1686                    | Marie Anna ze Sulzu (č. 7)                                                                            |                                                                                      | | |
| 5.       | 11.         | Jana Charlotta ze Schwarzenbergu                   | 18. 5. 1687                   | Ferdinand Vilém Eusebius ze Schwarzenbergu (č. 8)                                                     |                                                                                      | | |
| 5.       | 11.         | Jana Charlotta ze Schwarzenbergu                   | 7. 7. 1687                    | Marie Anna ze Sulzu (č. 7)                                                                            |                                                                                      | | |
| 6.       | 11.         | Adolf Ludvík ze Schwarzenbergu                     | 11. 4. 1676                   | Ferdinand Vilém Eusebius ze Schwarzenbergu (č. 8)                                                     |                                                                                      | | |
| 6.       | 11.         | Adolf Ludvík ze Schwarzenbergu                     | 18. 7. 1690                   | Marie Anna ze Sulzu (č. 7)                                                                            |                                                                                      | | |
| 7.       | (10.)       | Marie Anna ze Sulzu                                | 23. 10. 1653 Tiengen          | Jan Ludvík II. ze Sulzu 23. 10. 1626 Tiengen – 21.8.1687 Jestetten                                    | 21. 5. 1674 Langenargen: Ferdinand Vilém Eusebius ze Schwarzenbergu (č. 8)           | | Kněžna ze Schwarzenbergu. Narodily se jí následující děti: - 1. Marie Josefa (1675–1686; č. 4) - 2. Adolf Ludvík (1676–1690; č. 6) - 3. Marie Františka, provd. Fürstenbergová (1677–1731) - 4. Adam František (1680–1732; č. 10) - 5. Marie Terezie Felicitas (1683–1685; pohřbena kostele sv. Benedikta v Praze) - 6. Kristián (1685–1685; č. 3) - 7. Johanna (1685–1685) - 8. Johana Charlotta (1687–1687; č. 5) - 9. Marie Anna Johana, provd. Sternbergová (1688–1757) - 10. Marie Luisa, provd. z Lobkowiczová (1689–1739) - 11. Marie Antonie, provd. Liebsteinská z Kolowrat (1692–1744) |
| 7.       | (10.)       | Marie Anna ze Sulzu                                | 18. 7. 1698 Vídeň             | Marie Alžběta z Königsegg-Aulendorfu 1634 – 12. 12. 1658                                              | 21. 5. 1674 Langenargen: Ferdinand Vilém Eusebius ze Schwarzenbergu (č. 8)           | | Kněžna ze Schwarzenbergu. Narodily se jí následující děti: - 1. Marie Josefa (1675–1686; č. 4) - 2. Adolf Ludvík (1676–1690; č. 6) - 3. Marie Františka, provd. Fürstenbergová (1677–1731) - 4. Adam František (1680–1732; č. 10) - 5. Marie Terezie Felicitas (1683–1685; pohřbena kostele sv. Benedikta v Praze) - 6. Kristián (1685–1685; č. 3) - 7. Johanna (1685–1685) - 8. Johana Charlotta (1687–1687; č. 5) - 9. Marie Anna Johana, provd. Sternbergová (1688–1757) - 10. Marie Luisa, provd. z Lobkowiczová (1689–1739) - 11. Marie Antonie, provd. Liebsteinská z Kolowrat (1692–1744) |
| 8.       | 10.         | Ferdinand Vilém Eusebius ze Schwarzenbergu         | 23. 5. 1652 Brusel            | Jan Adolf I. ze Schwarzenbergu (č. 2)                                                                 | 21. 5. 1674 Langenargen: Marie Anna ze Sulzu (č. 7)                                  | | Král moru, 2. kníže ze Schwarzenbergu (1683–1703). Tajný rada (1668), nejvyšší císařský maršálek a nejvyšší hofmistr císařovny (1692–1703). Ve své závěti stanovil, že se rod má v případě dvou synů knížete, kteří se dožijí plnoletosti, rozdělit na dvě linie – na primo- a sekundogenituru. K tomu došlo po 99 letech. |
| 8.       | 10.         | Ferdinand Vilém Eusebius ze Schwarzenbergu         | 22. 10. 1703 Vídeň            | Marie Justina ze Starhembergu 1618 Eferding – 31. 1. 1681 Třeboň                                      | 21. 5. 1674 Langenargen: Marie Anna ze Sulzu (č. 7)                                  | | Král moru, 2. kníže ze Schwarzenbergu (1683–1703). Tajný rada (1668), nejvyšší císařský maršálek a nejvyšší hofmistr císařovny (1692–1703). Ve své závěti stanovil, že se rod má v případě dvou synů knížete, kteří se dožijí plnoletosti, rozdělit na dvě linie – na primo- a sekundogenituru. K tomu došlo po 99 letech. |
| 9.       | 10.         | Marie Arnoštka (Marie Ernestina) ze Schwarzenbergu | 1649 Brusel                   | Jan Adolf I. ze Schwarzenbergu (č. 2)                                                                 | 21. 2. 1666 Vídeň: Jan Kristián I. z Eggenbergu 7. 9. 1641 – 14. 12. 1710 Praha      | | Kněžna z Eggenbergu, 7. vévodkyně krumlovská (1717–1719). |
| 9.       | 10.         | Marie Arnoštka (Marie Ernestina) ze Schwarzenbergu | 4. 4. 1719 Vídeň              | Marie Justina ze Starhembergu 1618 Eferding – 31. 1. 1681 Třeboň                                      | 21. 2. 1666 Vídeň: Jan Kristián I. z Eggenbergu 7. 9. 1641 – 14. 12. 1710 Praha      | | Kněžna z Eggenbergu, 7. vévodkyně krumlovská (1717–1719). |
| 10.      | 11.         | Adam František ze Schwarzenbergu                   | 25. 9. 1680 Linec             | Ferdinand Vilém Eusebius ze Schwarzenbergu (č. 8)                                                     | 13. 12. 1701 Vídeň: Eleonora Amálie z Lobkowicz 20. 6. 1682 Vídeň – 5. 5. 1741 Vídeň | Jeho srdce bylo pohřbeno v hrobce srdcí v kostele sv. Víta v Českém Krumlově a vnitřnosti v hrobce v augustiniánském kostele sv. Jiljí v Třeboni.                                                               | 3. kníže ze Schwarzenbergu (1703–1732) a 8. vévoda krumlovský (1723–1732), nejvyšší císařský maršálek (1711–1722), nejvyšší císařský štolba (1722–1732) a dědic eggenberského majetku. V roce 1732 jej během tzv. Císařského honu u Brandýsa nad Labem smrtelně postřelil císař Karel VI. Narodily se mu následující děti: - 1. Marie Anna, provd. Bádenská (1706–1755) - 2. Josef I. Adam (1722–1782; č. 15) Manželka byla pohřbena v kostele sv. Víta v Českém Krumlově. |
| 10.      | 11.         | Adam František ze Schwarzenbergu                   | 11. 6. 1732 Brandýs nad Labem | Marie Anna ze Sulzu (č. 7)                                                                            | 13. 12. 1701 Vídeň: Eleonora Amálie z Lobkowicz 20. 6. 1682 Vídeň – 5. 5. 1741 Vídeň | Jeho srdce bylo pohřbeno v hrobce srdcí v kostele sv. Víta v Českém Krumlově a vnitřnosti v hrobce v augustiniánském kostele sv. Jiljí v Třeboni.                                                               | 3. kníže ze Schwarzenbergu (1703–1732) a 8. vévoda krumlovský (1723–1732), nejvyšší císařský maršálek (1711–1722), nejvyšší císařský štolba (1722–1732) a dědic eggenberského majetku. V roce 1732 jej během tzv. Císařského honu u Brandýsa nad Labem smrtelně postřelil císař Karel VI. Narodily se mu následující děti: - 1. Marie Anna, provd. Bádenská (1706–1755) - 2. Josef I. Adam (1722–1782; č. 15) Manželka byla pohřbena v kostele sv. Víta v Českém Krumlově. |
| 11.      | (12.)       | Marie Terezie z Liechtensteinu                     | 28. 12. 1721                  | Josef Jan Adam z Liechtensteinu 25. 5. 1690 Vídeň – 17. 12. 1732 Valtice                              | 22. 8. 1741 Bohosudov u Teplic: Josef I. Adam ze Schwarzenbergu (č. 15)              | | Kněžna ze Schwarzenbergu. Narodily se jí následující děti: - 1. Jan Nepomuk I. (1742–1789; pohřben v kostele sv. Jiljí a od roku 1877 ve Schwarzenberské hrobce v Domaníně) - 2. Marie Anna, provd. z Zinzendorfu (1744–1803) - 3. Josef Václav (1745–1781) - 4. Antonín (1746–1764; pohřben ve Schwarzenberské hrobce v Astheimu) - 5. Marie Terezie (1747–1788; pohřbena v kostele sv. Jiljí a od roku 1877 ve Schwarzenberské hrobce v Domaníně) - 6. Marie Eleonora (1748–1786; pohřbena v kostele sv. Jiljí a od roku 1877 ve Schwarzenberské hrobce v Domaníně) - 7. František Josef (1749–1750; pohřben v hrobce v kostele sv. Víta v Českém Krumlově) - 8. Marie Josefa (1751–1755; č. 12) - 9. Marie Ernestina, provd. Auerspergová (1752–1801) |
| 11.      | (12.)       | Marie Terezie z Liechtensteinu                     | 19. 1. 1753 Vídeň             | Marie Anna Kateřina z Oettingen-Spielbergu 21. 9. 1693 Vídeň – 15. dubna 1729 Hlohov, Slezsko         | 22. 8. 1741 Bohosudov u Teplic: Josef I. Adam ze Schwarzenbergu (č. 15)              | | Kněžna ze Schwarzenbergu. Narodily se jí následující děti: - 1. Jan Nepomuk I. (1742–1789; pohřben v kostele sv. Jiljí a od roku 1877 ve Schwarzenberské hrobce v Domaníně) - 2. Marie Anna, provd. z Zinzendorfu (1744–1803) - 3. Josef Václav (1745–1781) - 4. Antonín (1746–1764; pohřben ve Schwarzenberské hrobce v Astheimu) - 5. Marie Terezie (1747–1788; pohřbena v kostele sv. Jiljí a od roku 1877 ve Schwarzenberské hrobce v Domaníně) - 6. Marie Eleonora (1748–1786; pohřbena v kostele sv. Jiljí a od roku 1877 ve Schwarzenberské hrobce v Domaníně) - 7. František Josef (1749–1750; pohřben v hrobce v kostele sv. Víta v Českém Krumlově) - 8. Marie Josefa (1751–1755; č. 12) - 9. Marie Ernestina, provd. Auerspergová (1752–1801) |
| 12.      | 13.         | Marie Josefa ze Schwarzenbergu                     | 24. 10. 1751 Vídeň            | Josef I. Adam ze Schwarzenbergu (č. 15)                                                               |                                                                                      | | |
| 12.      | 13.         | Marie Josefa ze Schwarzenbergu                     | 7. 4. 1755 Vídeň              | Marie Terezie z Liechtensteinu (č. 11)                                                                |                                                                                      | | |
| 13.      | 14.         | Antonín ze Schwarzenbergu                          | 3. 5. 1772                    | Jan Nepomuk I. ze Schwarzenbergu 3. 7. 1742 Postoloprty – 5. 11. 1789 Hluboká nad Vltavou             |                                                                                      | | |
| 13.      | 14.         | Antonín ze Schwarzenbergu                          | 11. 5. 1775                   | Marie Eleonora z Oettingen-Wallersteinu 22. 5. 1747 Wallerstein – 25. 12. 1797 Vídeň                  |                                                                                      | | |
| 14.      | 14.         | Jan ze Schwarzenbergu                              | 25. 5. 1770                   | Jan Nepomuk I. ze Schwarzenbergu 3. 7. 1742 Postoloprty – 5. 11. 1789 Hluboká nad Vltavou             |                                                                                      | | |
| 14.      | 14.         | Jan ze Schwarzenbergu                              | 13. 8. 1779                   | Marie Eleonora z Oettingen-Wallersteinu 22. 5. 1747 Wallerstein – 25. 12. 1797 Vídeň                  |                                                                                      | | |
| 15.      | 12.         | Josef I. Adam ze Schwarzenbergu                    | 15. 12. 1712 Vídeň            | Adam František ze Schwarzenbergu (č. 10)                                                              | 22. 8. 1741 Bohosudov u Teplic: Marie Terezie z Liechtensteinu (č. 11)               | Dne 18. 2. 1782 byl pitván a balzamován a 19. 2. byl pohřben. Jeho srdce bylo pohřbeno v hrobce srdcí v kostele sv. Víta v Českém Krumlově a vnitřnosti v hrobce v augustiniánském kostele sv. Jiljí v Třeboni. | 4. kníže ze Schwarzenbergu a 9. vévoda krumlovský (1732–1782) |
| 15.      | 12.         | Josef I. Adam ze Schwarzenbergu                    | 17. 2. 1782 Vídeň             | Eleonora Amálie z Lobkowicz 20. 6. 1682 Vídeň – 5. 5. 1741 Vídeň                                      | 22. 8. 1741 Bohosudov u Teplic: Marie Terezie z Liechtensteinu (č. 11)               | Dne 18. 2. 1782 byl pitván a balzamován a 19. 2. byl pohřben. Jeho srdce bylo pohřbeno v hrobce srdcí v kostele sv. Víta v Českém Krumlově a vnitřnosti v hrobce v augustiniánském kostele sv. Jiljí v Třeboni. | 4. kníže ze Schwarzenbergu a 9. vévoda krumlovský (1732–1782) |
| 16.      | 14.         | Eleonora Karolina ze Schwarzenbergu                | 28. 1. 1777 Vídeň             | Jan Nepomuk I. ze Schwarzenbergu 3. 7. 1742 Postoloprty – 5. 11. 1789 Hluboká nad Vltavou             |                                                                                      | | |
| 16.      | 14.         | Eleonora Karolina ze Schwarzenbergu                | 25. 9. 1782 Vídeň             | Marie Eleonora z Oettingen-Wallersteinu 22. 5. 1747 Wallerstein – 25. 12. 1797 Vídeň                  |                                                                                      | | |
| 17.      | 14.         | Jan ze Schwarzenbergu                              | 23. 1. 1782 Vídeň             | Jan Nepomuk I. ze Schwarzenbergu 3. 7. 1742 Postoloprty – 5. 11. 1789 Hluboká nad Vltavou             |                                                                                      | | |
| 17.      | 14.         | Jan ze Schwarzenbergu                              | 12. 8. 1783 Vídeň             | Marie Eleonora z Oettingen-Wallersteinu 22. 5. 1747 Wallerstein – 25. 12. 1797 Vídeň                  |                                                                                      | | |

### Příbuzenské vztahy pohřbených
Následující schéma znázorňuje příbuzenské vztahy. Červeně orámovaní byli pohřbeni v hrobce, arabské číslice odpovídají pořadí úmrtí podle předchozí tabulky. Tučně jsou vyznačena knížata ze Schwarzenbergu. Modře je vyznačen zakladatel primogenitury Josef II. ze Schwarzenbergu a zeleně zakladatel sekundogenitury Karel Filip ze Schwarzenbergu. Jedenáctá, třináctá a čtrnáctá generace jsou každá na dva řádky. Vzhledem k účelu schématu se nejedná o kompletní rodokmen.
|                                                               |                                                               |                                                               |                                                               | Vilém II. ze Schwarzenbergu † 1557                            | Vilém II. ze Schwarzenbergu † 1557                            | Vilém II. ze Schwarzenbergu † 1557 | Vilém II. ze Schwarzenbergu † 1557 | Vilém II. ze Schwarzenbergu † 1557                       | Vilém II. ze Schwarzenbergu † 1557                       |                                                          |                                                          | Anna von der Harff-Alsdorf † 1584                             | Anna von der Harff-Alsdorf † 1584                             | Anna von der Harff-Alsdorf † 1584                             | Anna von der Harff-Alsdorf † 1584                             | Anna von der Harff-Alsdorf † 1584                                                             | Anna von der Harff-Alsdorf † 1584                                                             |                                                                                               |                                                                                               |                                                                                               |                                                                                               |                                                     |                                                     |                                                     |                                                     |                                              |                                              |                                              |                                              |                                            |                                            |                                                                   |                                                                   |                                                                   |                                                                   |                                                                   |                                                                   |                                         |                                         |                                                    |                                                    |                                                    |                                                    |                                                      |                                                      |                                                      |                                                      |                                                                  |                                                                  |                                                                  |                                                                  |                                                                  |                                                                  |                                             |                                             |                                                |                                                |                                                |                                                |                                                       |                                                       |                                                       |                                                       |                                                       |                                                       |                                                    |                                                    |                                                    |                                                    |                                          |                                          |                                                         |                                                         |                                                         |                                                         |                                                         |                                                         |  |  |  |  |  |  |
|                                                               |                                                               |                                                               |                                                               | Vilém II. ze Schwarzenbergu † 1557                            | Vilém II. ze Schwarzenbergu † 1557                            | Vilém II. ze Schwarzenbergu † 1557 | Vilém II. ze Schwarzenbergu † 1557 | Vilém II. ze Schwarzenbergu † 1557                       | Vilém II. ze Schwarzenbergu † 1557                       |                                                          |                                                          | Anna von der Harff-Alsdorf † 1584                             | Anna von der Harff-Alsdorf † 1584                             | Anna von der Harff-Alsdorf † 1584                             | Anna von der Harff-Alsdorf † 1584                             | Anna von der Harff-Alsdorf † 1584                                                             | Anna von der Harff-Alsdorf † 1584                                                             |                                                                                               |                                                                                               |                                                                                               |                                                                                               |                                                     |                                                     |                                                     |                                                     |                                              |                                              |                                              |                                              |                                            |                                            |                                                                   |                                                                   |                                                                   |                                                                   |                                                                   |                                                                   |                                         |                                         |                                                    |                                                    |                                                    |                                                    |                                                      |                                                      |                                                      |                                                      |                                                                  |                                                                  |                                                                  |                                                                  |                                                                  |                                                                  |                                             |                                             |                                                |                                                |                                                |                                                |                                                       |                                                       |                                                       |                                                       |                                                       |                                                       |                                                    |                                                    |                                                    |                                                    |                                          |                                          |                                                         |                                                         |                                                         |                                                         |                                                         |                                                         |  |  |  |  |  |  |
|                                                               |                                                               |                                                               |                                                               |                                                               |                                                               |                                    |                                    |                                                          |                                                          |                                                          |                                                          |                                                               |                                                               |                                                               |                                                               |                                                                                               |                                                                                               |                                                                                               |                                                                                               |                                                                                               |                                                                                               |                                                     |                                                     |                                                     |                                                     |                                              |                                              |                                              |                                              |                                            |                                            |                                                                   |                                                                   |                                                                   |                                                                   |                                                                   |                                                                   |                                         |                                         |                                                    |                                                    |                                                    |                                                    |                                                      |                                                      |                                                      |                                                      |                                                                  |                                                                  |                                                                  |                                                                  |                                                                  |                                                                  |                                             |                                             |                                                |                                                |                                                |                                                |                                                       |                                                       |                                                       |                                                       |                                                       |                                                       |                                                    |                                                    |                                                    |                                                    |                                          |                                          |                                                         |                                                         |                                                         |                                                         |                                                         |                                                         |  |  |  |  |  |  |
|                                                               |                                                               |                                                               |                                                               |                                                               |                                                               |                                    |                                    |                                                          |                                                          |                                                          |                                                          |                                                               |                                                               |                                                               |                                                               |                                                                                               |                                                                                               |                                                                                               |                                                                                               |                                                                                               |                                                                                               |                                                     |                                                     |                                                     |                                                     |                                              |                                              |                                              |                                              |                                            |                                            |                                                                   |                                                                   |                                                                   |                                                                   |                                                                   |                                                                   |                                         |                                         |                                                    |                                                    |                                                    |                                                    |                                                      |                                                      |                                                      |                                                      |                                                                  |                                                                  |                                                                  |                                                                  |                                                                  |                                                                  |                                             |                                             |                                                |                                                |                                                |                                                |                                                       |                                                       |                                                       |                                                       |                                                       |                                                       |                                                    |                                                    |                                                    |                                                    |                                          |                                          |                                                         |                                                         |                                                         |                                                         |                                                         |                                                         |  |  |  |  |  |  |
| Markéta Alžběta Wolfová z Metternichu † 1624                  | Markéta Alžběta Wolfová z Metternichu † 1624                  | Markéta Alžběta Wolfová z Metternichu † 1624                  | Markéta Alžběta Wolfová z Metternichu † 1624                  | Markéta Alžběta Wolfová z Metternichu † 1624                  | Markéta Alžběta Wolfová z Metternichu † 1624                  |                                    |                                    | 1. Adolf ze Schwarzenbergu, říšský hrabě 1451–1600       | 1. Adolf ze Schwarzenbergu, říšský hrabě 1451–1600       | 1. Adolf ze Schwarzenbergu, říšský hrabě 1451–1600       | 1. Adolf ze Schwarzenbergu, říšský hrabě 1451–1600       | 1. Adolf ze Schwarzenbergu, říšský hrabě 1451–1600            | 1. Adolf ze Schwarzenbergu, říšský hrabě 1451–1600            |                                                               |                                                               |                                                                                               |                                                                                               |                                                                                               |                                                                                               |                                                                                               |                                                                                               |                                                     |                                                     | Marie Alžběta ze Schwarzenbergu po 1551–1599        | Marie Alžběta ze Schwarzenbergu po 1551–1599        | Marie Alžběta ze Schwarzenbergu po 1551–1599 | Marie Alžběta ze Schwarzenbergu po 1551–1599 | Marie Alžběta ze Schwarzenbergu po 1551–1599 | Marie Alžběta ze Schwarzenbergu po 1551–1599 |                                            |                                            | Vilém van Nesselrode, pán z Ehreshovenu a Thumu † po 1585         | Vilém van Nesselrode, pán z Ehreshovenu a Thumu † po 1585         | Vilém van Nesselrode, pán z Ehreshovenu a Thumu † po 1585         | Vilém van Nesselrode, pán z Ehreshovenu a Thumu † po 1585         | Vilém van Nesselrode, pán z Ehreshovenu a Thumu † po 1585         | Vilém van Nesselrode, pán z Ehreshovenu a Thumu † po 1585         |                                         |                                         |                                                    |                                                    |                                                    |                                                    |                                                      |                                                      |                                                      |                                                      |                                                                  |                                                                  |                                                                  |                                                                  |                                                                  |                                                                  |                                             |                                             |                                                |                                                |                                                |                                                |                                                       |                                                       |                                                       |                                                       |                                                       |                                                       |                                                    |                                                    |                                                    |                                                    |                                          |                                          |                                                         |                                                         |                                                         |                                                         |                                                         |                                                         |  |  |  |  |  |  |
| Markéta Alžběta Wolfová z Metternichu † 1624                  | Markéta Alžběta Wolfová z Metternichu † 1624                  | Markéta Alžběta Wolfová z Metternichu † 1624                  | Markéta Alžběta Wolfová z Metternichu † 1624                  | Markéta Alžběta Wolfová z Metternichu † 1624                  | Markéta Alžběta Wolfová z Metternichu † 1624                  |                                    |                                    | 1. Adolf ze Schwarzenbergu, říšský hrabě 1451–1600       | 1. Adolf ze Schwarzenbergu, říšský hrabě 1451–1600       | 1. Adolf ze Schwarzenbergu, říšský hrabě 1451–1600       | 1. Adolf ze Schwarzenbergu, říšský hrabě 1451–1600       | 1. Adolf ze Schwarzenbergu, říšský hrabě 1451–1600            | 1. Adolf ze Schwarzenbergu, říšský hrabě 1451–1600            |                                                               |                                                               |                                                                                               |                                                                                               |                                                                                               |                                                                                               |                                                                                               |                                                                                               |                                                     |                                                     | Marie Alžběta ze Schwarzenbergu po 1551–1599        | Marie Alžběta ze Schwarzenbergu po 1551–1599        | Marie Alžběta ze Schwarzenbergu po 1551–1599 | Marie Alžběta ze Schwarzenbergu po 1551–1599 | Marie Alžběta ze Schwarzenbergu po 1551–1599 | Marie Alžběta ze Schwarzenbergu po 1551–1599 |                                            |                                            | Vilém van Nesselrode, pán z Ehreshovenu a Thumu † po 1585         | Vilém van Nesselrode, pán z Ehreshovenu a Thumu † po 1585         | Vilém van Nesselrode, pán z Ehreshovenu a Thumu † po 1585         | Vilém van Nesselrode, pán z Ehreshovenu a Thumu † po 1585         | Vilém van Nesselrode, pán z Ehreshovenu a Thumu † po 1585         | Vilém van Nesselrode, pán z Ehreshovenu a Thumu † po 1585         |                                         |                                         |                                                    |                                                    |                                                    |                                                    |                                                      |                                                      |                                                      |                                                      |                                                                  |                                                                  |                                                                  |                                                                  |                                                                  |                                                                  |                                             |                                             |                                                |                                                |                                                |                                                |                                                       |                                                       |                                                       |                                                       |                                                       |                                                       |                                                    |                                                    |                                                    |                                                    |                                          |                                          |                                                         |                                                         |                                                         |                                                         |                                                         |                                                         |  |  |  |  |  |  |
|                                                               |                                                               |                                                               |                                                               |                                                               |                                                               |                                    |                                    |                                                          |                                                          |                                                          |                                                          |                                                               |                                                               |                                                               |                                                               |                                                                                               |                                                                                               |                                                                                               |                                                                                               |                                                                                               |                                                                                               |                                                     |                                                     |                                                     |                                                     |                                              |                                              |                                              |                                              |                                            |                                            |                                                                   |                                                                   |                                                                   |                                                                   |                                                                   |                                                                   |                                         |                                         |                                                    |                                                    |                                                    |                                                    |                                                      |                                                      |                                                      |                                                      |                                                                  |                                                                  |                                                                  |                                                                  |                                                                  |                                                                  |                                             |                                             |                                                |                                                |                                                |                                                |                                                       |                                                       |                                                       |                                                       |                                                       |                                                       |                                                    |                                                    |                                                    |                                                    |                                          |                                          |                                                         |                                                         |                                                         |                                                         |                                                         |                                                         |  |  |  |  |  |  |
|                                                               |                                                               |                                                               |                                                               |                                                               |                                                               |                                    |                                    |                                                          |                                                          |                                                          |                                                          |                                                               |                                                               |                                                               |                                                               |                                                                                               |                                                                                               |                                                                                               |                                                                                               |                                                                                               |                                                                                               |                                                     |                                                     |                                                     |                                                     |                                              |                                              |                                              |                                              |                                            |                                            |                                                                   |                                                                   |                                                                   |                                                                   |                                                                   |                                                                   |                                         |                                         |                                                    |                                                    |                                                    |                                                    |                                                      |                                                      |                                                      |                                                      |                                                                  |                                                                  |                                                                  |                                                                  |                                                                  |                                                                  |                                             |                                             |                                                |                                                |                                                |                                                |                                                       |                                                       |                                                       |                                                       |                                                       |                                                       |                                                    |                                                    |                                                    |                                                    |                                          |                                          |                                                         |                                                         |                                                         |                                                         |                                                         |                                                         |  |  |  |  |  |  |
|                                                               |                                                               |                                                               |                                                               | Adam ze Schwarzenbergu 1583–1641                              | Adam ze Schwarzenbergu 1583–1641                              | Adam ze Schwarzenbergu 1583–1641   | Adam ze Schwarzenbergu 1583–1641   | Adam ze Schwarzenbergu 1583–1641                         | Adam ze Schwarzenbergu 1583–1641                         |                                                          |                                                          | Markéta Hartrad von Pallant zu Larochette und Möstroff † 1615 | Markéta Hartrad von Pallant zu Larochette und Möstroff † 1615 | Markéta Hartrad von Pallant zu Larochette und Möstroff † 1615 | Markéta Hartrad von Pallant zu Larochette und Möstroff † 1615 | Markéta Hartrad von Pallant zu Larochette und Möstroff † 1615                                 | Markéta Hartrad von Pallant zu Larochette und Möstroff † 1615                                 |                                                                                               |                                                                                               |                                                                                               |                                                                                               |                                                     |                                                     |                                                     |                                                     |                                              |                                              |                                              |                                              |                                            |                                            |                                                                   |                                                                   |                                                                   |                                                                   |                                                                   |                                                                   |                                         |                                         |                                                    |                                                    |                                                    |                                                    |                                                      |                                                      |                                                      |                                                      |                                                                  |                                                                  |                                                                  |                                                                  |                                                                  |                                                                  |                                             |                                             |                                                |                                                |                                                |                                                |                                                       |                                                       |                                                       |                                                       |                                                       |                                                       |                                                    |                                                    |                                                    |                                                    |                                          |                                          |                                                         |                                                         |                                                         |                                                         |                                                         |                                                         |  |  |  |  |  |  |
|                                                               |                                                               |                                                               |                                                               | Adam ze Schwarzenbergu 1583–1641                              | Adam ze Schwarzenbergu 1583–1641                              | Adam ze Schwarzenbergu 1583–1641   | Adam ze Schwarzenbergu 1583–1641   | Adam ze Schwarzenbergu 1583–1641                         | Adam ze Schwarzenbergu 1583–1641                         |                                                          |                                                          | Markéta Hartrad von Pallant zu Larochette und Möstroff † 1615 | Markéta Hartrad von Pallant zu Larochette und Möstroff † 1615 | Markéta Hartrad von Pallant zu Larochette und Möstroff † 1615 | Markéta Hartrad von Pallant zu Larochette und Möstroff † 1615 | Markéta Hartrad von Pallant zu Larochette und Möstroff † 1615                                 | Markéta Hartrad von Pallant zu Larochette und Möstroff † 1615                                 |                                                                                               |                                                                                               |                                                                                               |                                                                                               |                                                     |                                                     |                                                     |                                                     |                                              |                                              |                                              |                                              |                                            |                                            |                                                                   |                                                                   |                                                                   |                                                                   |                                                                   |                                                                   |                                         |                                         |                                                    |                                                    |                                                    |                                                    |                                                      |                                                      |                                                      |                                                      |                                                                  |                                                                  |                                                                  |                                                                  |                                                                  |                                                                  |                                             |                                             |                                                |                                                |                                                |                                                |                                                       |                                                       |                                                       |                                                       |                                                       |                                                       |                                                    |                                                    |                                                    |                                                    |                                          |                                          |                                                         |                                                         |                                                         |                                                         |                                                         |                                                         |  |  |  |  |  |  |
|                                                               |                                                               |                                                               |                                                               |                                                               |                                                               |                                    |                                    |                                                          |                                                          |                                                          |                                                          |                                                               |                                                               |                                                               |                                                               |                                                                                               |                                                                                               |                                                                                               |                                                                                               |                                                                                               |                                                                                               |                                                     |                                                     |                                                     |                                                     |                                              |                                              |                                              |                                              |                                            |                                            |                                                                   |                                                                   |                                                                   |                                                                   |                                                                   |                                                                   |                                         |                                         |                                                    |                                                    |                                                    |                                                    |                                                      |                                                      |                                                      |                                                      |                                                                  |                                                                  |                                                                  |                                                                  |                                                                  |                                                                  |                                             |                                             |                                                |                                                |                                                |                                                |                                                       |                                                       |                                                       |                                                       |                                                       |                                                       |                                                    |                                                    |                                                    |                                                    |                                          |                                          |                                                         |                                                         |                                                         |                                                         |                                                         |                                                         |  |  |  |  |  |  |
|                                                               |                                                               |                                                               |                                                               |                                                               |                                                               |                                    |                                    |                                                          |                                                          |                                                          |                                                          |                                                               |                                                               |                                                               |                                                               |                                                                                               |                                                                                               |                                                                                               |                                                                                               |                                                                                               |                                                                                               |                                                     |                                                     |                                                     |                                                     |                                              |                                              |                                              |                                              |                                            |                                            |                                                                   |                                                                   |                                                                   |                                                                   |                                                                   |                                                                   |                                         |                                         |                                                    |                                                    |                                                    |                                                    |                                                      |                                                      |                                                      |                                                      |                                                                  |                                                                  |                                                                  |                                                                  |                                                                  |                                                                  |                                             |                                             |                                                |                                                |                                                |                                                |                                                       |                                                       |                                                       |                                                       |                                                       |                                                       |                                                    |                                                    |                                                    |                                                    |                                          |                                          |                                                         |                                                         |                                                         |                                                         |                                                         |                                                         |  |  |  |  |  |  |
| František Hartrad ze Schwarzenbergu 1614–1636                 | František Hartrad ze Schwarzenbergu 1614–1636                 | František Hartrad ze Schwarzenbergu 1614–1636                 | František Hartrad ze Schwarzenbergu 1614–1636                 | František Hartrad ze Schwarzenbergu 1614–1636                 | František Hartrad ze Schwarzenbergu 1614–1636                 |                                    |                                    | 2. Jan Adolf I. ze Schwarzenbergu, 1. kníže 1615–1683    | 2. Jan Adolf I. ze Schwarzenbergu, 1. kníže 1615–1683    | 2. Jan Adolf I. ze Schwarzenbergu, 1. kníže 1615–1683    | 2. Jan Adolf I. ze Schwarzenbergu, 1. kníže 1615–1683    | 2. Jan Adolf I. ze Schwarzenbergu, 1. kníže 1615–1683         | 2. Jan Adolf I. ze Schwarzenbergu, 1. kníže 1615–1683         |                                                               |                                                               | Marie Justina ze Starhembergu 1608–1681                                                       | Marie Justina ze Starhembergu 1608–1681                                                       | Marie Justina ze Starhembergu 1608–1681                                                       | Marie Justina ze Starhembergu 1608–1681                                                       | Marie Justina ze Starhembergu 1608–1681                                                       | Marie Justina ze Starhembergu 1608–1681                                                       |                                                     |                                                     |                                                     |                                                     |                                              |                                              |                                              |                                              |                                            |                                            |                                                                   |                                                                   |                                                                   |                                                                   |                                                                   |                                                                   |                                         |                                         |                                                    |                                                    |                                                    |                                                    |                                                      |                                                      |                                                      |                                                      |                                                                  |                                                                  |                                                                  |                                                                  |                                                                  |                                                                  |                                             |                                             |                                                |                                                |                                                |                                                |                                                       |                                                       |                                                       |                                                       |                                                       |                                                       |                                                    |                                                    |                                                    |                                                    |                                          |                                          |                                                         |                                                         |                                                         |                                                         |                                                         |                                                         |  |  |  |  |  |  |
| František Hartrad ze Schwarzenbergu 1614–1636                 | František Hartrad ze Schwarzenbergu 1614–1636                 | František Hartrad ze Schwarzenbergu 1614–1636                 | František Hartrad ze Schwarzenbergu 1614–1636                 | František Hartrad ze Schwarzenbergu 1614–1636                 | František Hartrad ze Schwarzenbergu 1614–1636                 |                                    |                                    | 2. Jan Adolf I. ze Schwarzenbergu, 1. kníže 1615–1683    | 2. Jan Adolf I. ze Schwarzenbergu, 1. kníže 1615–1683    | 2. Jan Adolf I. ze Schwarzenbergu, 1. kníže 1615–1683    | 2. Jan Adolf I. ze Schwarzenbergu, 1. kníže 1615–1683    | 2. Jan Adolf I. ze Schwarzenbergu, 1. kníže 1615–1683         | 2. Jan Adolf I. ze Schwarzenbergu, 1. kníže 1615–1683         |                                                               |                                                               | Marie Justina ze Starhembergu 1608–1681                                                       | Marie Justina ze Starhembergu 1608–1681                                                       | Marie Justina ze Starhembergu 1608–1681                                                       | Marie Justina ze Starhembergu 1608–1681                                                       | Marie Justina ze Starhembergu 1608–1681                                                       | Marie Justina ze Starhembergu 1608–1681                                                       |                                                     |                                                     |                                                     |                                                     |                                              |                                              |                                              |                                              |                                            |                                            |                                                                   |                                                                   |                                                                   |                                                                   |                                                                   |                                                                   |                                         |                                         |                                                    |                                                    |                                                    |                                                    |                                                      |                                                      |                                                      |                                                      |                                                                  |                                                                  |                                                                  |                                                                  |                                                                  |                                                                  |                                             |                                             |                                                |                                                |                                                |                                                |                                                       |                                                       |                                                       |                                                       |                                                       |                                                       |                                                    |                                                    |                                                    |                                                    |                                          |                                          |                                                         |                                                         |                                                         |                                                         |                                                         |                                                         |  |  |  |  |  |  |
|                                                               |                                                               |                                                               |                                                               |                                                               |                                                               |                                    |                                    |                                                          |                                                          |                                                          |                                                          |                                                               |                                                               |                                                               |                                                               |                                                                                               |                                                                                               |                                                                                               |                                                                                               |                                                                                               |                                                                                               |                                                     |                                                     |                                                     |                                                     |                                              |                                              |                                              |                                              |                                            |                                            |                                                                   |                                                                   |                                                                   |                                                                   |                                                                   |                                                                   |                                         |                                         |                                                    |                                                    |                                                    |                                                    |                                                      |                                                      |                                                      |                                                      |                                                                  |                                                                  |                                                                  |                                                                  |                                                                  |                                                                  |                                             |                                             |                                                |                                                |                                                |                                                |                                                       |                                                       |                                                       |                                                       |                                                       |                                                       |                                                    |                                                    |                                                    |                                                    |                                          |                                          |                                                         |                                                         |                                                         |                                                         |                                                         |                                                         |  |  |  |  |  |  |
|                                                               |                                                               |                                                               |                                                               |                                                               |                                                               |                                    |                                    |                                                          |                                                          |                                                          |                                                          |                                                               |                                                               |                                                               |                                                               |                                                                                               |                                                                                               |                                                                                               |                                                                                               |                                                                                               |                                                                                               |                                                     |                                                     |                                                     |                                                     |                                              |                                              |                                              |                                              |                                            |                                            |                                                                   |                                                                   |                                                                   |                                                                   |                                                                   |                                                                   |                                         |                                         |                                                    |                                                    |                                                    |                                                    |                                                      |                                                      |                                                      |                                                      |                                                                  |                                                                  |                                                                  |                                                                  |                                                                  |                                                                  |                                             |                                             |                                                |                                                |                                                |                                                |                                                       |                                                       |                                                       |                                                       |                                                       |                                                       |                                                    |                                                    |                                                    |                                                    |                                          |                                          |                                                         |                                                         |                                                         |                                                         |                                                         |                                                         |  |  |  |  |  |  |
| princezna ze Schwarzenbergu */† 1644                          | princezna ze Schwarzenbergu */† 1644                          | princezna ze Schwarzenbergu */† 1644                          | princezna ze Schwarzenbergu */† 1644                          | princezna ze Schwarzenbergu */† 1644                          | princezna ze Schwarzenbergu */† 1644                          |                                    |                                    | Jan Leopold Filip ze Schwarzenbergu */† 1647             | Jan Leopold Filip ze Schwarzenbergu */† 1647             | Jan Leopold Filip ze Schwarzenbergu */† 1647             | Jan Leopold Filip ze Schwarzenbergu */† 1647             | Jan Leopold Filip ze Schwarzenbergu */† 1647                  | Jan Leopold Filip ze Schwarzenbergu */† 1647                  |                                                               |                                                               | 9. Marie Arnoštka (Ernestina) ze Schwarzenbergu 1649–1719                                     | 9. Marie Arnoštka (Ernestina) ze Schwarzenbergu 1649–1719                                     | 9. Marie Arnoštka (Ernestina) ze Schwarzenbergu 1649–1719                                     | 9. Marie Arnoštka (Ernestina) ze Schwarzenbergu 1649–1719                                     | 9. Marie Arnoštka (Ernestina) ze Schwarzenbergu 1649–1719                                     | 9. Marie Arnoštka (Ernestina) ze Schwarzenbergu 1649–1719                                     |                                                     |                                                     | Jan Kristián I. z Eggenbergu 1641–1710              | Jan Kristián I. z Eggenbergu 1641–1710              | Jan Kristián I. z Eggenbergu 1641–1710       | Jan Kristián I. z Eggenbergu 1641–1710       | Jan Kristián I. z Eggenbergu 1641–1710       | Jan Kristián I. z Eggenbergu 1641–1710       |                                            |                                            | 8. Ferdinand Vilém Eusebius ze Schwarzenbergu, 2. kníže 1652–1703 | 8. Ferdinand Vilém Eusebius ze Schwarzenbergu, 2. kníže 1652–1703 | 8. Ferdinand Vilém Eusebius ze Schwarzenbergu, 2. kníže 1652–1703 | 8. Ferdinand Vilém Eusebius ze Schwarzenbergu, 2. kníže 1652–1703 | 8. Ferdinand Vilém Eusebius ze Schwarzenbergu, 2. kníže 1652–1703 | 8. Ferdinand Vilém Eusebius ze Schwarzenbergu, 2. kníže 1652–1703 |                                         |                                         | 7. Marie Anna ze Sulzu 1653–1698                   | 7. Marie Anna ze Sulzu 1653–1698                   | 7. Marie Anna ze Sulzu 1653–1698                   | 7. Marie Anna ze Sulzu 1653–1698                   | 7. Marie Anna ze Sulzu 1653–1698                     | 7. Marie Anna ze Sulzu 1653–1698                     |                                                      |                                                      | Šarlota ze Schwarzenbergu 1654–1661                              | Šarlota ze Schwarzenbergu 1654–1661                              | Šarlota ze Schwarzenbergu 1654–1661                              | Šarlota ze Schwarzenbergu 1654–1661                              | Šarlota ze Schwarzenbergu 1654–1661                              | Šarlota ze Schwarzenbergu 1654–1661                              |                                             |                                             | Ludvík Adam ze Schwarzenbergu 1655–1656        | Ludvík Adam ze Schwarzenbergu 1655–1656        | Ludvík Adam ze Schwarzenbergu 1655–1656        | Ludvík Adam ze Schwarzenbergu 1655–1656        | Ludvík Adam ze Schwarzenbergu 1655–1656               | Ludvík Adam ze Schwarzenbergu 1655–1656               |                                                       |                                                       | Polyxena ze Schwarzenbergu 1658–1659                  | Polyxena ze Schwarzenbergu 1658–1659                  | Polyxena ze Schwarzenbergu 1658–1659               | Polyxena ze Schwarzenbergu 1658–1659               | Polyxena ze Schwarzenbergu 1658–1659               | Polyxena ze Schwarzenbergu 1658–1659               |                                          |                                          |                                                         |                                                         |                                                         |                                                         |                                                         |                                                         |  |  |  |  |  |  |
| princezna ze Schwarzenbergu */† 1644                          | princezna ze Schwarzenbergu */† 1644                          | princezna ze Schwarzenbergu */† 1644                          | princezna ze Schwarzenbergu */† 1644                          | princezna ze Schwarzenbergu */† 1644                          | princezna ze Schwarzenbergu */† 1644                          |                                    |                                    | Jan Leopold Filip ze Schwarzenbergu */† 1647             | Jan Leopold Filip ze Schwarzenbergu */† 1647             | Jan Leopold Filip ze Schwarzenbergu */† 1647             | Jan Leopold Filip ze Schwarzenbergu */† 1647             | Jan Leopold Filip ze Schwarzenbergu */† 1647                  | Jan Leopold Filip ze Schwarzenbergu */† 1647                  |                                                               |                                                               | 9. Marie Arnoštka (Ernestina) ze Schwarzenbergu 1649–1719                                     | 9. Marie Arnoštka (Ernestina) ze Schwarzenbergu 1649–1719                                     | 9. Marie Arnoštka (Ernestina) ze Schwarzenbergu 1649–1719                                     | 9. Marie Arnoštka (Ernestina) ze Schwarzenbergu 1649–1719                                     | 9. Marie Arnoštka (Ernestina) ze Schwarzenbergu 1649–1719                                     | 9. Marie Arnoštka (Ernestina) ze Schwarzenbergu 1649–1719                                     |                                                     |                                                     | Jan Kristián I. z Eggenbergu 1641–1710              | Jan Kristián I. z Eggenbergu 1641–1710              | Jan Kristián I. z Eggenbergu 1641–1710       | Jan Kristián I. z Eggenbergu 1641–1710       | Jan Kristián I. z Eggenbergu 1641–1710       | Jan Kristián I. z Eggenbergu 1641–1710       |                                            |                                            | 8. Ferdinand Vilém Eusebius ze Schwarzenbergu, 2. kníže 1652–1703 | 8. Ferdinand Vilém Eusebius ze Schwarzenbergu, 2. kníže 1652–1703 | 8. Ferdinand Vilém Eusebius ze Schwarzenbergu, 2. kníže 1652–1703 | 8. Ferdinand Vilém Eusebius ze Schwarzenbergu, 2. kníže 1652–1703 | 8. Ferdinand Vilém Eusebius ze Schwarzenbergu, 2. kníže 1652–1703 | 8. Ferdinand Vilém Eusebius ze Schwarzenbergu, 2. kníže 1652–1703 |                                         |                                         | 7. Marie Anna ze Sulzu 1653–1698                   | 7. Marie Anna ze Sulzu 1653–1698                   | 7. Marie Anna ze Sulzu 1653–1698                   | 7. Marie Anna ze Sulzu 1653–1698                   | 7. Marie Anna ze Sulzu 1653–1698                     | 7. Marie Anna ze Sulzu 1653–1698                     |                                                      |                                                      | Šarlota ze Schwarzenbergu 1654–1661                              | Šarlota ze Schwarzenbergu 1654–1661                              | Šarlota ze Schwarzenbergu 1654–1661                              | Šarlota ze Schwarzenbergu 1654–1661                              | Šarlota ze Schwarzenbergu 1654–1661                              | Šarlota ze Schwarzenbergu 1654–1661                              |                                             |                                             | Ludvík Adam ze Schwarzenbergu 1655–1656        | Ludvík Adam ze Schwarzenbergu 1655–1656        | Ludvík Adam ze Schwarzenbergu 1655–1656        | Ludvík Adam ze Schwarzenbergu 1655–1656        | Ludvík Adam ze Schwarzenbergu 1655–1656               | Ludvík Adam ze Schwarzenbergu 1655–1656               |                                                       |                                                       | Polyxena ze Schwarzenbergu 1658–1659                  | Polyxena ze Schwarzenbergu 1658–1659                  | Polyxena ze Schwarzenbergu 1658–1659               | Polyxena ze Schwarzenbergu 1658–1659               | Polyxena ze Schwarzenbergu 1658–1659               | Polyxena ze Schwarzenbergu 1658–1659               |                                          |                                          |                                                         |                                                         |                                                         |                                                         |                                                         |                                                         |  |  |  |  |  |  |
|                                                               |                                                               |                                                               |                                                               |                                                               |                                                               |                                    |                                    |                                                          |                                                          |                                                          |                                                          |                                                               |                                                               |                                                               |                                                               |                                                                                               |                                                                                               |                                                                                               |                                                                                               |                                                                                               |                                                                                               |                                                     |                                                     |                                                     |                                                     |                                              |                                              |                                              |                                              |                                            |                                            |                                                                   |                                                                   |                                                                   |                                                                   |                                                                   |                                                                   |                                         |                                         |                                                    |                                                    |                                                    |                                                    |                                                      |                                                      |                                                      |                                                      |                                                                  |                                                                  |                                                                  |                                                                  |                                                                  |                                                                  |                                             |                                             |                                                |                                                |                                                |                                                |                                                       |                                                       |                                                       |                                                       |                                                       |                                                       |                                                    |                                                    |                                                    |                                                    |                                          |                                          |                                                         |                                                         |                                                         |                                                         |                                                         |                                                         |  |  |  |  |  |  |
|                                                               |                                                               |                                                               |                                                               |                                                               |                                                               |                                    |                                    |                                                          |                                                          |                                                          |                                                          |                                                               |                                                               |                                                               |                                                               |                                                                                               |                                                                                               |                                                                                               |                                                                                               |                                                                                               |                                                                                               |                                                     |                                                     |                                                     |                                                     |                                              |                                              |                                              |                                              |                                            |                                            |                                                                   |                                                                   |                                                                   |                                                                   |                                                                   |                                                                   |                                         |                                         |                                                    |                                                    |                                                    |                                                    |                                                      |                                                      |                                                      |                                                      |                                                                  |                                                                  |                                                                  |                                                                  |                                                                  |                                                                  |                                             |                                             |                                                |                                                |                                                |                                                |                                                       |                                                       |                                                       |                                                       |                                                       |                                                       |                                                    |                                                    |                                                    |                                                    |                                          |                                          |                                                         |                                                         |                                                         |                                                         |                                                         |                                                         |  |  |  |  |  |  |
| 6. Adolf Ludvík ze Schwarzenbergu 1676–1690                   | 6. Adolf Ludvík ze Schwarzenbergu 1676–1690                   | 6. Adolf Ludvík ze Schwarzenbergu 1676–1690                   | 6. Adolf Ludvík ze Schwarzenbergu 1676–1690                   | 6. Adolf Ludvík ze Schwarzenbergu 1676–1690                   | 6. Adolf Ludvík ze Schwarzenbergu 1676–1690                   |                                    |                                    | 10. Adam František ze Schwarzenbergu, 3. kníže 1680–1732 | 10. Adam František ze Schwarzenbergu, 3. kníže 1680–1732 | 10. Adam František ze Schwarzenbergu, 3. kníže 1680–1732 | 10. Adam František ze Schwarzenbergu, 3. kníže 1680–1732 | 10. Adam František ze Schwarzenbergu, 3. kníže 1680–1732      | 10. Adam František ze Schwarzenbergu, 3. kníže 1680–1732      |                                                               |                                                               | Eleonora Amálie z Lobkowicz 1682–1741                                                         | Eleonora Amálie z Lobkowicz 1682–1741                                                         | Eleonora Amálie z Lobkowicz 1682–1741                                                         | Eleonora Amálie z Lobkowicz 1682–1741                                                         | Eleonora Amálie z Lobkowicz 1682–1741                                                         | Eleonora Amálie z Lobkowicz 1682–1741                                                         |                                                     |                                                     | 3. Kristián ze Schwarzenbergu */† 1685              | 3. Kristián ze Schwarzenbergu */† 1685              | 3. Kristián ze Schwarzenbergu */† 1685       | 3. Kristián ze Schwarzenbergu */† 1685       | 3. Kristián ze Schwarzenbergu */† 1685       | 3. Kristián ze Schwarzenbergu */† 1685       |                                            |                                            | Marie Anna ze Schwarzenbergu 1688–1757                            | Marie Anna ze Schwarzenbergu 1688–1757                            | Marie Anna ze Schwarzenbergu 1688–1757                            | Marie Anna ze Schwarzenbergu 1688–1757                            | Marie Anna ze Schwarzenbergu 1688–1757                            | Marie Anna ze Schwarzenbergu 1688–1757                            |                                         |                                         | František Leopold ze Šternberka 1680–1745          | František Leopold ze Šternberka 1680–1745          | František Leopold ze Šternberka 1680–1745          | František Leopold ze Šternberka 1680–1745          | František Leopold ze Šternberka 1680–1745            | František Leopold ze Šternberka 1680–1745            |                                                      |                                                      | 4. Marie Josefa Arnoštka ze Schwarzenbergu 1675–1866             | 4. Marie Josefa Arnoštka ze Schwarzenbergu 1675–1866             | 4. Marie Josefa Arnoštka ze Schwarzenbergu 1675–1866             | 4. Marie Josefa Arnoštka ze Schwarzenbergu 1675–1866             | 4. Marie Josefa Arnoštka ze Schwarzenbergu 1675–1866             | 4. Marie Josefa Arnoštka ze Schwarzenbergu 1675–1866             |                                             |                                             | 5. Johana Charlotta ze Schwarzenbergu */† 1687 | 5. Johana Charlotta ze Schwarzenbergu */† 1687 | 5. Johana Charlotta ze Schwarzenbergu */† 1687 | 5. Johana Charlotta ze Schwarzenbergu */† 1687 | 5. Johana Charlotta ze Schwarzenbergu */† 1687        | 5. Johana Charlotta ze Schwarzenbergu */† 1687        |                                                       |                                                       | Marie Terezie Felicitas ze Schwarzenergu 1683–1685    | Marie Terezie Felicitas ze Schwarzenergu 1683–1685    | Marie Terezie Felicitas ze Schwarzenergu 1683–1685 | Marie Terezie Felicitas ze Schwarzenergu 1683–1685 | Marie Terezie Felicitas ze Schwarzenergu 1683–1685 | Marie Terezie Felicitas ze Schwarzenergu 1683–1685 |                                          |                                          |                                                         |                                                         |                                                         |                                                         |                                                         |                                                         |  |  |  |  |  |  |
| 6. Adolf Ludvík ze Schwarzenbergu 1676–1690                   | 6. Adolf Ludvík ze Schwarzenbergu 1676–1690                   | 6. Adolf Ludvík ze Schwarzenbergu 1676–1690                   | 6. Adolf Ludvík ze Schwarzenbergu 1676–1690                   | 6. Adolf Ludvík ze Schwarzenbergu 1676–1690                   | 6. Adolf Ludvík ze Schwarzenbergu 1676–1690                   |                                    |                                    | 10. Adam František ze Schwarzenbergu, 3. kníže 1680–1732 | 10. Adam František ze Schwarzenbergu, 3. kníže 1680–1732 | 10. Adam František ze Schwarzenbergu, 3. kníže 1680–1732 | 10. Adam František ze Schwarzenbergu, 3. kníže 1680–1732 | 10. Adam František ze Schwarzenbergu, 3. kníže 1680–1732      | 10. Adam František ze Schwarzenbergu, 3. kníže 1680–1732      |                                                               |                                                               | Eleonora Amálie z Lobkowicz 1682–1741                                                         | Eleonora Amálie z Lobkowicz 1682–1741                                                         | Eleonora Amálie z Lobkowicz 1682–1741                                                         | Eleonora Amálie z Lobkowicz 1682–1741                                                         | Eleonora Amálie z Lobkowicz 1682–1741                                                         | Eleonora Amálie z Lobkowicz 1682–1741                                                         |                                                     |                                                     | 3. Kristián ze Schwarzenbergu */† 1685              | 3. Kristián ze Schwarzenbergu */† 1685              | 3. Kristián ze Schwarzenbergu */† 1685       | 3. Kristián ze Schwarzenbergu */† 1685       | 3. Kristián ze Schwarzenbergu */† 1685       | 3. Kristián ze Schwarzenbergu */† 1685       |                                            |                                            | Marie Anna ze Schwarzenbergu 1688–1757                            | Marie Anna ze Schwarzenbergu 1688–1757                            | Marie Anna ze Schwarzenbergu 1688–1757                            | Marie Anna ze Schwarzenbergu 1688–1757                            | Marie Anna ze Schwarzenbergu 1688–1757                            | Marie Anna ze Schwarzenbergu 1688–1757                            |                                         |                                         | František Leopold ze Šternberka 1680–1745          | František Leopold ze Šternberka 1680–1745          | František Leopold ze Šternberka 1680–1745          | František Leopold ze Šternberka 1680–1745          | František Leopold ze Šternberka 1680–1745            | František Leopold ze Šternberka 1680–1745            |                                                      |                                                      | 4. Marie Josefa Arnoštka ze Schwarzenbergu 1675–1866             | 4. Marie Josefa Arnoštka ze Schwarzenbergu 1675–1866             | 4. Marie Josefa Arnoštka ze Schwarzenbergu 1675–1866             | 4. Marie Josefa Arnoštka ze Schwarzenbergu 1675–1866             | 4. Marie Josefa Arnoštka ze Schwarzenbergu 1675–1866             | 4. Marie Josefa Arnoštka ze Schwarzenbergu 1675–1866             |                                             |                                             | 5. Johana Charlotta ze Schwarzenbergu */† 1687 | 5. Johana Charlotta ze Schwarzenbergu */† 1687 | 5. Johana Charlotta ze Schwarzenbergu */† 1687 | 5. Johana Charlotta ze Schwarzenbergu */† 1687 | 5. Johana Charlotta ze Schwarzenbergu */† 1687        | 5. Johana Charlotta ze Schwarzenbergu */† 1687        |                                                       |                                                       | Marie Terezie Felicitas ze Schwarzenergu 1683–1685    | Marie Terezie Felicitas ze Schwarzenergu 1683–1685    | Marie Terezie Felicitas ze Schwarzenergu 1683–1685 | Marie Terezie Felicitas ze Schwarzenergu 1683–1685 | Marie Terezie Felicitas ze Schwarzenergu 1683–1685 | Marie Terezie Felicitas ze Schwarzenergu 1683–1685 |                                          |                                          |                                                         |                                                         |                                                         |                                                         |                                                         |                                                         |  |  |  |  |  |  |
|                                                               |                                                               |                                                               |                                                               |                                                               |                                                               |                                    |                                    |                                                          |                                                          |                                                          |                                                          |                                                               |                                                               |                                                               |                                                               |                                                                                               |                                                                                               |                                                                                               |                                                                                               |                                                                                               |                                                                                               |                                                     |                                                     |                                                     |                                                     |                                              |                                              |                                              |                                              |                                            |                                            |                                                                   |                                                                   |                                                                   |                                                                   |                                                                   |                                                                   |                                         |                                         |                                                    |                                                    |                                                    |                                                    |                                                      |                                                      |                                                      |                                                      |                                                                  |                                                                  |                                                                  |                                                                  |                                                                  |                                                                  |                                             |                                             |                                                |                                                |                                                |                                                |                                                       |                                                       |                                                       |                                                       |                                                       |                                                       |                                                    |                                                    |                                                    |                                                    |                                          |                                          |                                                         |                                                         |                                                         |                                                         |                                                         |                                                         |  |  |  |  |  |  |
|                                                               |                                                               |                                                               |                                                               |                                                               |                                                               |                                    |                                    |                                                          |                                                          |                                                          |                                                          |                                                               |                                                               |                                                               |                                                               |                                                                                               |                                                                                               |                                                                                               |                                                                                               |                                                                                               |                                                                                               |                                                     |                                                     |                                                     |                                                     |                                              |                                              |                                              |                                              |                                            |                                            |                                                                   |                                                                   |                                                                   |                                                                   |                                                                   |                                                                   |                                         |                                         |                                                    |                                                    |                                                    |                                                    |                                                      |                                                      |                                                      |                                                      |                                                                  |                                                                  |                                                                  |                                                                  |                                                                  |                                                                  |                                             |                                             |                                                |                                                |                                                |                                                |                                                       |                                                       |                                                       |                                                       |                                                       |                                                       |                                                    |                                                    |                                                    |                                                    |                                          |                                          |                                                         |                                                         |                                                         |                                                         |                                                         |                                                         |  |  |  |  |  |  |
|                                                               |                                                               |                                                               |                                                               | princ ze Schwarzenbergu */† 1682                              | princ ze Schwarzenbergu */† 1682                              | princ ze Schwarzenbergu */† 1682   | princ ze Schwarzenbergu */† 1682   | princ ze Schwarzenbergu */† 1682                         | princ ze Schwarzenbergu */† 1682                         |                                                          |                                                          |                                                               |                                                               |                                                               |                                                               |                                                                                               |                                                                                               |                                                                                               |                                                                                               | Marie Františka Justina ze Schwarzenbergu 1637–1731                                           | Marie Františka Justina ze Schwarzenbergu 1637–1731                                           | Marie Františka Justina ze Schwarzenbergu 1637–1731 | Marie Františka Justina ze Schwarzenbergu 1637–1731 | Marie Františka Justina ze Schwarzenbergu 1637–1731 | Marie Františka Justina ze Schwarzenbergu 1637–1731 |                                              |                                              | Karel Egon Evžen z Fürstenbergu 1665–1702    | Karel Egon Evžen z Fürstenbergu 1665–1702    | Karel Egon Evžen z Fürstenbergu 1665–1702  | Karel Egon Evžen z Fürstenbergu 1665–1702  | Karel Egon Evžen z Fürstenbergu 1665–1702                         | Karel Egon Evžen z Fürstenbergu 1665–1702                         |                                                                   |                                                                   | Ferdinand August z Lobkowicz 1655–1715                            | Ferdinand August z Lobkowicz 1655–1715                            | Ferdinand August z Lobkowicz 1655–1715  | Ferdinand August z Lobkowicz 1655–1715  | Ferdinand August z Lobkowicz 1655–1715             | Ferdinand August z Lobkowicz 1655–1715             |                                                    |                                                    | Marie Johana ze Schwarzenbergu 1689–1739             | Marie Johana ze Schwarzenbergu 1689–1739             | Marie Johana ze Schwarzenbergu 1689–1739             | Marie Johana ze Schwarzenbergu 1689–1739             | Marie Johana ze Schwarzenbergu 1689–1739                         | Marie Johana ze Schwarzenbergu 1689–1739                         |                                                                  |                                                                  | Marie Antonie ze Schwarzenbergu 1692–1744                        | Marie Antonie ze Schwarzenbergu 1692–1744                        | Marie Antonie ze Schwarzenbergu 1692–1744   | Marie Antonie ze Schwarzenbergu 1692–1744   | Marie Antonie ze Schwarzenbergu 1692–1744      | Marie Antonie ze Schwarzenbergu 1692–1744      |                                                |                                                | František Karel II. Liebsteinský z Kolowrat 1684–1753 | František Karel II. Liebsteinský z Kolowrat 1684–1753 | František Karel II. Liebsteinský z Kolowrat 1684–1753 | František Karel II. Liebsteinský z Kolowrat 1684–1753 | František Karel II. Liebsteinský z Kolowrat 1684–1753 | František Karel II. Liebsteinský z Kolowrat 1684–1753 |                                                    |                                                    |                                                    |                                                    |                                          |                                          |                                                         |                                                         |                                                         |                                                         |                                                         |                                                         |  |  |  |  |  |  |
|                                                               |                                                               |                                                               |                                                               | princ ze Schwarzenbergu */† 1682                              | princ ze Schwarzenbergu */† 1682                              | princ ze Schwarzenbergu */† 1682   | princ ze Schwarzenbergu */† 1682   | princ ze Schwarzenbergu */† 1682                         | princ ze Schwarzenbergu */† 1682                         |                                                          |                                                          |                                                               |                                                               |                                                               |                                                               |                                                                                               |                                                                                               |                                                                                               |                                                                                               | Marie Františka Justina ze Schwarzenbergu 1637–1731                                           | Marie Františka Justina ze Schwarzenbergu 1637–1731                                           | Marie Františka Justina ze Schwarzenbergu 1637–1731 | Marie Františka Justina ze Schwarzenbergu 1637–1731 | Marie Františka Justina ze Schwarzenbergu 1637–1731 | Marie Františka Justina ze Schwarzenbergu 1637–1731 |                                              |                                              | Karel Egon Evžen z Fürstenbergu 1665–1702    | Karel Egon Evžen z Fürstenbergu 1665–1702    | Karel Egon Evžen z Fürstenbergu 1665–1702  | Karel Egon Evžen z Fürstenbergu 1665–1702  | Karel Egon Evžen z Fürstenbergu 1665–1702                         | Karel Egon Evžen z Fürstenbergu 1665–1702                         |                                                                   |                                                                   | Ferdinand August z Lobkowicz 1655–1715                            | Ferdinand August z Lobkowicz 1655–1715                            | Ferdinand August z Lobkowicz 1655–1715  | Ferdinand August z Lobkowicz 1655–1715  | Ferdinand August z Lobkowicz 1655–1715             | Ferdinand August z Lobkowicz 1655–1715             |                                                    |                                                    | Marie Johana ze Schwarzenbergu 1689–1739             | Marie Johana ze Schwarzenbergu 1689–1739             | Marie Johana ze Schwarzenbergu 1689–1739             | Marie Johana ze Schwarzenbergu 1689–1739             | Marie Johana ze Schwarzenbergu 1689–1739                         | Marie Johana ze Schwarzenbergu 1689–1739                         |                                                                  |                                                                  | Marie Antonie ze Schwarzenbergu 1692–1744                        | Marie Antonie ze Schwarzenbergu 1692–1744                        | Marie Antonie ze Schwarzenbergu 1692–1744   | Marie Antonie ze Schwarzenbergu 1692–1744   | Marie Antonie ze Schwarzenbergu 1692–1744      | Marie Antonie ze Schwarzenbergu 1692–1744      |                                                |                                                | František Karel II. Liebsteinský z Kolowrat 1684–1753 | František Karel II. Liebsteinský z Kolowrat 1684–1753 | František Karel II. Liebsteinský z Kolowrat 1684–1753 | František Karel II. Liebsteinský z Kolowrat 1684–1753 | František Karel II. Liebsteinský z Kolowrat 1684–1753 | František Karel II. Liebsteinský z Kolowrat 1684–1753 |                                                    |                                                    |                                                    |                                                    |                                          |                                          |                                                         |                                                         |                                                         |                                                         |                                                         |                                                         |  |  |  |  |  |  |
|                                                               |                                                               |                                                               |                                                               |                                                               |                                                               |                                    |                                    |                                                          |                                                          |                                                          |                                                          |                                                               |                                                               |                                                               |                                                               |                                                                                               |                                                                                               |                                                                                               |                                                                                               |                                                                                               |                                                                                               |                                                     |                                                     |                                                     |                                                     |                                              |                                              |                                              |                                              |                                            |                                            |                                                                   |                                                                   |                                                                   |                                                                   |                                                                   |                                                                   |                                         |                                         |                                                    |                                                    |                                                    |                                                    |                                                      |                                                      |                                                      |                                                      |                                                                  |                                                                  |                                                                  |                                                                  |                                                                  |                                                                  |                                             |                                             |                                                |                                                |                                                |                                                |                                                       |                                                       |                                                       |                                                       |                                                       |                                                       |                                                    |                                                    |                                                    |                                                    |                                          |                                          |                                                         |                                                         |                                                         |                                                         |                                                         |                                                         |  |  |  |  |  |  |
|                                                               |                                                               |                                                               |                                                               |                                                               |                                                               |                                    |                                    |                                                          |                                                          |                                                          |                                                          |                                                               |                                                               |                                                               |                                                               |                                                                                               |                                                                                               |                                                                                               |                                                                                               |                                                                                               |                                                                                               |                                                     |                                                     |                                                     |                                                     |                                              |                                              |                                              |                                              |                                            |                                            |                                                                   |                                                                   |                                                                   |                                                                   |                                                                   |                                                                   |                                         |                                         |                                                    |                                                    |                                                    |                                                    |                                                      |                                                      |                                                      |                                                      |                                                                  |                                                                  |                                                                  |                                                                  |                                                                  |                                                                  |                                             |                                             |                                                |                                                |                                                |                                                |                                                       |                                                       |                                                       |                                                       |                                                       |                                                       |                                                    |                                                    |                                                    |                                                    |                                          |                                          |                                                         |                                                         |                                                         |                                                         |                                                         |                                                         |  |  |  |  |  |  |
|                                                               |                                                               |                                                               |                                                               |                                                               |                                                               |                                    |                                    | 15. Josef I. Adam ze Schwarzenbergu, 4. kníže 1722–1782  | 15. Josef I. Adam ze Schwarzenbergu, 4. kníže 1722–1782  | 15. Josef I. Adam ze Schwarzenbergu, 4. kníže 1722–1782  | 15. Josef I. Adam ze Schwarzenbergu, 4. kníže 1722–1782  | 15. Josef I. Adam ze Schwarzenbergu, 4. kníže 1722–1782       | 15. Josef I. Adam ze Schwarzenbergu, 4. kníže 1722–1782       |                                                               |                                                               | 11. Marie Terezie z Liechtensteinu 1721–1753                                                  | 11. Marie Terezie z Liechtensteinu 1721–1753                                                  | 11. Marie Terezie z Liechtensteinu 1721–1753                                                  | 11. Marie Terezie z Liechtensteinu 1721–1753                                                  | 11. Marie Terezie z Liechtensteinu 1721–1753                                                  | 11. Marie Terezie z Liechtensteinu 1721–1753                                                  |                                                     |                                                     |                                                     |                                                     |                                              |                                              |                                              |                                              |                                            |                                            | Marie Anna ze Schwarzenbergu 1706–1755                            | Marie Anna ze Schwarzenbergu 1706–1755                            | Marie Anna ze Schwarzenbergu 1706–1755                            | Marie Anna ze Schwarzenbergu 1706–1755                            | Marie Anna ze Schwarzenbergu 1706–1755                            | Marie Anna ze Schwarzenbergu 1706–1755                            |                                         |                                         | Ludvík Jiří z Báden-Bádenu 1702–1761               | Ludvík Jiří z Báden-Bádenu 1702–1761               | Ludvík Jiří z Báden-Bádenu 1702–1761               | Ludvík Jiří z Báden-Bádenu 1702–1761               | Ludvík Jiří z Báden-Bádenu 1702–1761                 | Ludvík Jiří z Báden-Bádenu 1702–1761                 |                                                      |                                                      |                                                                  |                                                                  |                                                                  |                                                                  |                                                                  |                                                                  |                                             |                                             |                                                |                                                |                                                |                                                |                                                       |                                                       |                                                       |                                                       |                                                       |                                                       |                                                    |                                                    |                                                    |                                                    |                                          |                                          |                                                         |                                                         |                                                         |                                                         |                                                         |                                                         |  |  |  |  |  |  |
|                                                               |                                                               |                                                               |                                                               |                                                               |                                                               |                                    |                                    | 15. Josef I. Adam ze Schwarzenbergu, 4. kníže 1722–1782  | 15. Josef I. Adam ze Schwarzenbergu, 4. kníže 1722–1782  | 15. Josef I. Adam ze Schwarzenbergu, 4. kníže 1722–1782  | 15. Josef I. Adam ze Schwarzenbergu, 4. kníže 1722–1782  | 15. Josef I. Adam ze Schwarzenbergu, 4. kníže 1722–1782       | 15. Josef I. Adam ze Schwarzenbergu, 4. kníže 1722–1782       |                                                               |                                                               | 11. Marie Terezie z Liechtensteinu 1721–1753                                                  | 11. Marie Terezie z Liechtensteinu 1721–1753                                                  | 11. Marie Terezie z Liechtensteinu 1721–1753                                                  | 11. Marie Terezie z Liechtensteinu 1721–1753                                                  | 11. Marie Terezie z Liechtensteinu 1721–1753                                                  | 11. Marie Terezie z Liechtensteinu 1721–1753                                                  |                                                     |                                                     |                                                     |                                                     |                                              |                                              |                                              |                                              |                                            |                                            | Marie Anna ze Schwarzenbergu 1706–1755                            | Marie Anna ze Schwarzenbergu 1706–1755                            | Marie Anna ze Schwarzenbergu 1706–1755                            | Marie Anna ze Schwarzenbergu 1706–1755                            | Marie Anna ze Schwarzenbergu 1706–1755                            | Marie Anna ze Schwarzenbergu 1706–1755                            |                                         |                                         | Ludvík Jiří z Báden-Bádenu 1702–1761               | Ludvík Jiří z Báden-Bádenu 1702–1761               | Ludvík Jiří z Báden-Bádenu 1702–1761               | Ludvík Jiří z Báden-Bádenu 1702–1761               | Ludvík Jiří z Báden-Bádenu 1702–1761                 | Ludvík Jiří z Báden-Bádenu 1702–1761                 |                                                      |                                                      |                                                                  |                                                                  |                                                                  |                                                                  |                                                                  |                                                                  |                                             |                                             |                                                |                                                |                                                |                                                |                                                       |                                                       |                                                       |                                                       |                                                       |                                                       |                                                    |                                                    |                                                    |                                                    |                                          |                                          |                                                         |                                                         |                                                         |                                                         |                                                         |                                                         |  |  |  |  |  |  |
|                                                               |                                                               |                                                               |                                                               |                                                               |                                                               |                                    |                                    |                                                          |                                                          |                                                          |                                                          |                                                               |                                                               |                                                               |                                                               |                                                                                               |                                                                                               |                                                                                               |                                                                                               |                                                                                               |                                                                                               |                                                     |                                                     |                                                     |                                                     |                                              |                                              |                                              |                                              |                                            |                                            |                                                                   |                                                                   |                                                                   |                                                                   |                                                                   |                                                                   |                                         |                                         |                                                    |                                                    |                                                    |                                                    |                                                      |                                                      |                                                      |                                                      |                                                                  |                                                                  |                                                                  |                                                                  |                                                                  |                                                                  |                                             |                                             |                                                |                                                |                                                |                                                |                                                       |                                                       |                                                       |                                                       |                                                       |                                                       |                                                    |                                                    |                                                    |                                                    |                                          |                                          |                                                         |                                                         |                                                         |                                                         |                                                         |                                                         |  |  |  |  |  |  |
|                                                               |                                                               |                                                               |                                                               |                                                               |                                                               |                                    |                                    |                                                          |                                                          |                                                          |                                                          |                                                               |                                                               |                                                               |                                                               |                                                                                               |                                                                                               |                                                                                               |                                                                                               |                                                                                               |                                                                                               |                                                     |                                                     |                                                     |                                                     |                                              |                                              |                                              |                                              |                                            |                                            |                                                                   |                                                                   |                                                                   |                                                                   |                                                                   |                                                                   |                                         |                                         |                                                    |                                                    |                                                    |                                                    |                                                      |                                                      |                                                      |                                                      |                                                                  |                                                                  |                                                                  |                                                                  |                                                                  |                                                                  |                                             |                                             |                                                |                                                |                                                |                                                |                                                       |                                                       |                                                       |                                                       |                                                       |                                                       |                                                    |                                                    |                                                    |                                                    |                                          |                                          |                                                         |                                                         |                                                         |                                                         |                                                         |                                                         |  |  |  |  |  |  |
| Jan I. Nepomuk ze Schwarzenbergu, 5. kníže 1742–1789          | Jan I. Nepomuk ze Schwarzenbergu, 5. kníže 1742–1789          | Jan I. Nepomuk ze Schwarzenbergu, 5. kníže 1742–1789          | Jan I. Nepomuk ze Schwarzenbergu, 5. kníže 1742–1789          | Jan I. Nepomuk ze Schwarzenbergu, 5. kníže 1742–1789          | Jan I. Nepomuk ze Schwarzenbergu, 5. kníže 1742–1789          |                                    |                                    | Marie Eleonora z Oettingen-Wallersteinu 1747–1797        | Marie Eleonora z Oettingen-Wallersteinu 1747–1797        | Marie Eleonora z Oettingen-Wallersteinu 1747–1797        | Marie Eleonora z Oettingen-Wallersteinu 1747–1797        | Marie Eleonora z Oettingen-Wallersteinu 1747–1797             | Marie Eleonora z Oettingen-Wallersteinu 1747–1797             |                                                               |                                                               | Josef Václav ze Schwarzenbergu 1745–1781                                                      | Josef Václav ze Schwarzenbergu 1745–1781                                                      | Josef Václav ze Schwarzenbergu 1745–1781                                                      | Josef Václav ze Schwarzenbergu 1745–1781                                                      | Josef Václav ze Schwarzenbergu 1745–1781                                                      | Josef Václav ze Schwarzenbergu 1745–1781                                                      |                                                     |                                                     | Antonín ze Schwarzenbergu 1746–1764                 | Antonín ze Schwarzenbergu 1746–1764                 | Antonín ze Schwarzenbergu 1746–1764          | Antonín ze Schwarzenbergu 1746–1764          | Antonín ze Schwarzenbergu 1746–1764          | Antonín ze Schwarzenbergu 1746–1764          |                                            |                                            | Marie Terezie ze Schwarzenbergu 1747–1788                         | Marie Terezie ze Schwarzenbergu 1747–1788                         | Marie Terezie ze Schwarzenbergu 1747–1788                         | Marie Terezie ze Schwarzenbergu 1747–1788                         | Marie Terezie ze Schwarzenbergu 1747–1788                         | Marie Terezie ze Schwarzenbergu 1747–1788                         |                                         |                                         | Zikmund z Goëßu 1723–1796                          | Zikmund z Goëßu 1723–1796                          | Zikmund z Goëßu 1723–1796                          | Zikmund z Goëßu 1723–1796                          | Zikmund z Goëßu 1723–1796                            | Zikmund z Goëßu 1723–1796                            |                                                      |                                                      | Marie Eleonora ze Schwarzenbergu 1748–1786                       | Marie Eleonora ze Schwarzenbergu 1748–1786                       | Marie Eleonora ze Schwarzenbergu 1748–1786                       | Marie Eleonora ze Schwarzenbergu 1748–1786                       | Marie Eleonora ze Schwarzenbergu 1748–1786                       | Marie Eleonora ze Schwarzenbergu 1748–1786                       |                                             |                                             |                                                |                                                |                                                |                                                |                                                       |                                                       |                                                       |                                                       |                                                       |                                                       |                                                    |                                                    |                                                    |                                                    |                                          |                                          |                                                         |                                                         |                                                         |                                                         |                                                         |                                                         |  |  |  |  |  |  |
| Jan I. Nepomuk ze Schwarzenbergu, 5. kníže 1742–1789          | Jan I. Nepomuk ze Schwarzenbergu, 5. kníže 1742–1789          | Jan I. Nepomuk ze Schwarzenbergu, 5. kníže 1742–1789          | Jan I. Nepomuk ze Schwarzenbergu, 5. kníže 1742–1789          | Jan I. Nepomuk ze Schwarzenbergu, 5. kníže 1742–1789          | Jan I. Nepomuk ze Schwarzenbergu, 5. kníže 1742–1789          |                                    |                                    | Marie Eleonora z Oettingen-Wallersteinu 1747–1797        | Marie Eleonora z Oettingen-Wallersteinu 1747–1797        | Marie Eleonora z Oettingen-Wallersteinu 1747–1797        | Marie Eleonora z Oettingen-Wallersteinu 1747–1797        | Marie Eleonora z Oettingen-Wallersteinu 1747–1797             | Marie Eleonora z Oettingen-Wallersteinu 1747–1797             |                                                               |                                                               | Josef Václav ze Schwarzenbergu 1745–1781                                                      | Josef Václav ze Schwarzenbergu 1745–1781                                                      | Josef Václav ze Schwarzenbergu 1745–1781                                                      | Josef Václav ze Schwarzenbergu 1745–1781                                                      | Josef Václav ze Schwarzenbergu 1745–1781                                                      | Josef Václav ze Schwarzenbergu 1745–1781                                                      |                                                     |                                                     | Antonín ze Schwarzenbergu 1746–1764                 | Antonín ze Schwarzenbergu 1746–1764                 | Antonín ze Schwarzenbergu 1746–1764          | Antonín ze Schwarzenbergu 1746–1764          | Antonín ze Schwarzenbergu 1746–1764          | Antonín ze Schwarzenbergu 1746–1764          |                                            |                                            | Marie Terezie ze Schwarzenbergu 1747–1788                         | Marie Terezie ze Schwarzenbergu 1747–1788                         | Marie Terezie ze Schwarzenbergu 1747–1788                         | Marie Terezie ze Schwarzenbergu 1747–1788                         | Marie Terezie ze Schwarzenbergu 1747–1788                         | Marie Terezie ze Schwarzenbergu 1747–1788                         |                                         |                                         | Zikmund z Goëßu 1723–1796                          | Zikmund z Goëßu 1723–1796                          | Zikmund z Goëßu 1723–1796                          | Zikmund z Goëßu 1723–1796                          | Zikmund z Goëßu 1723–1796                            | Zikmund z Goëßu 1723–1796                            |                                                      |                                                      | Marie Eleonora ze Schwarzenbergu 1748–1786                       | Marie Eleonora ze Schwarzenbergu 1748–1786                       | Marie Eleonora ze Schwarzenbergu 1748–1786                       | Marie Eleonora ze Schwarzenbergu 1748–1786                       | Marie Eleonora ze Schwarzenbergu 1748–1786                       | Marie Eleonora ze Schwarzenbergu 1748–1786                       |                                             |                                             |                                                |                                                |                                                |                                                |                                                       |                                                       |                                                       |                                                       |                                                       |                                                       |                                                    |                                                    |                                                    |                                                    |                                          |                                          |                                                         |                                                         |                                                         |                                                         |                                                         |                                                         |  |  |  |  |  |  |
|                                                               |                                                               |                                                               |                                                               |                                                               |                                                               |                                    |                                    |                                                          |                                                          |                                                          |                                                          |                                                               |                                                               |                                                               |                                                               |                                                                                               |                                                                                               |                                                                                               |                                                                                               |                                                                                               |                                                                                               |                                                     |                                                     |                                                     |                                                     |                                              |                                              |                                              |                                              |                                            |                                            |                                                                   |                                                                   |                                                                   |                                                                   |                                                                   |                                                                   |                                         |                                         |                                                    |                                                    |                                                    |                                                    |                                                      |                                                      |                                                      |                                                      |                                                                  |                                                                  |                                                                  |                                                                  |                                                                  |                                                                  |                                             |                                             |                                                |                                                |                                                |                                                |                                                       |                                                       |                                                       |                                                       |                                                       |                                                       |                                                    |                                                    |                                                    |                                                    |                                          |                                          |                                                         |                                                         |                                                         |                                                         |                                                         |                                                         |  |  |  |  |  |  |
|                                                               |                                                               |                                                               |                                                               |                                                               |                                                               |                                    |                                    |                                                          |                                                          |                                                          |                                                          |                                                               |                                                               |                                                               |                                                               |                                                                                               |                                                                                               |                                                                                               |                                                                                               |                                                                                               |                                                                                               |                                                     |                                                     |                                                     |                                                     |                                              |                                              |                                              |                                              |                                            |                                            |                                                                   |                                                                   |                                                                   |                                                                   |                                                                   |                                                                   |                                         |                                         |                                                    |                                                    |                                                    |                                                    |                                                      |                                                      |                                                      |                                                      |                                                                  |                                                                  |                                                                  |                                                                  |                                                                  |                                                                  |                                             |                                             |                                                |                                                |                                                |                                                |                                                       |                                                       |                                                       |                                                       |                                                       |                                                       |                                                    |                                                    |                                                    |                                                    |                                          |                                          |                                                         |                                                         |                                                         |                                                         |                                                         |                                                         |  |  |  |  |  |  |
|                                                               |                                                               |                                                               |                                                               |                                                               |                                                               |                                    |                                    |                                                          |                                                          |                                                          |                                                          | Marie Anna ze Schwarzenbergu 1744–1803                        | Marie Anna ze Schwarzenbergu 1744–1803                        | Marie Anna ze Schwarzenbergu 1744–1803                        | Marie Anna ze Schwarzenbergu 1744–1803                        | Marie Anna ze Schwarzenbergu 1744–1803                                                        | Marie Anna ze Schwarzenbergu 1744–1803                                                        |                                                                                               |                                                                                               | Bedřich Ludvík Julius ze Zinzendorfu 1721–1780                                                | Bedřich Ludvík Julius ze Zinzendorfu 1721–1780                                                | Bedřich Ludvík Julius ze Zinzendorfu 1721–1780      | Bedřich Ludvík Julius ze Zinzendorfu 1721–1780      | Bedřich Ludvík Julius ze Zinzendorfu 1721–1780      | Bedřich Ludvík Julius ze Zinzendorfu 1721–1780      |                                              |                                              | Marie Arnoštka ze Schwarzenbergu 1752–1801   | Marie Arnoštka ze Schwarzenbergu 1752–1801   | Marie Arnoštka ze Schwarzenbergu 1752–1801 | Marie Arnoštka ze Schwarzenbergu 1752–1801 | Marie Arnoštka ze Schwarzenbergu 1752–1801                        | Marie Arnoštka ze Schwarzenbergu 1752–1801                        |                                                                   |                                                                   | František Xaver z Auerspergu 1755–1803                            | František Xaver z Auerspergu 1755–1803                            | František Xaver z Auerspergu 1755–1803  | František Xaver z Auerspergu 1755–1803  | František Xaver z Auerspergu 1755–1803             | František Xaver z Auerspergu 1755–1803             |                                                    |                                                    | 12. Marie Josefa Terezie ze Schwarzenbergu 1751–1755 | 12. Marie Josefa Terezie ze Schwarzenbergu 1751–1755 | 12. Marie Josefa Terezie ze Schwarzenbergu 1751–1755 | 12. Marie Josefa Terezie ze Schwarzenbergu 1751–1755 | 12. Marie Josefa Terezie ze Schwarzenbergu 1751–1755             | 12. Marie Josefa Terezie ze Schwarzenbergu 1751–1755             |                                                                  |                                                                  | František Josef ze Schwarzenbergu 1749–1750                      | František Josef ze Schwarzenbergu 1749–1750                      | František Josef ze Schwarzenbergu 1749–1750 | František Josef ze Schwarzenbergu 1749–1750 | František Josef ze Schwarzenbergu 1749–1750    | František Josef ze Schwarzenbergu 1749–1750    |                                                |                                                |                                                       |                                                       |                                                       |                                                       |                                                       |                                                       |                                                    |                                                    |                                                    |                                                    |                                          |                                          |                                                         |                                                         |                                                         |                                                         |                                                         |                                                         |  |  |  |  |  |  |
|                                                               |                                                               |                                                               |                                                               |                                                               |                                                               |                                    |                                    |                                                          |                                                          |                                                          |                                                          | Marie Anna ze Schwarzenbergu 1744–1803                        | Marie Anna ze Schwarzenbergu 1744–1803                        | Marie Anna ze Schwarzenbergu 1744–1803                        | Marie Anna ze Schwarzenbergu 1744–1803                        | Marie Anna ze Schwarzenbergu 1744–1803                                                        | Marie Anna ze Schwarzenbergu 1744–1803                                                        |                                                                                               |                                                                                               | Bedřich Ludvík Julius ze Zinzendorfu 1721–1780                                                | Bedřich Ludvík Julius ze Zinzendorfu 1721–1780                                                | Bedřich Ludvík Julius ze Zinzendorfu 1721–1780      | Bedřich Ludvík Julius ze Zinzendorfu 1721–1780      | Bedřich Ludvík Julius ze Zinzendorfu 1721–1780      | Bedřich Ludvík Julius ze Zinzendorfu 1721–1780      |                                              |                                              | Marie Arnoštka ze Schwarzenbergu 1752–1801   | Marie Arnoštka ze Schwarzenbergu 1752–1801   | Marie Arnoštka ze Schwarzenbergu 1752–1801 | Marie Arnoštka ze Schwarzenbergu 1752–1801 | Marie Arnoštka ze Schwarzenbergu 1752–1801                        | Marie Arnoštka ze Schwarzenbergu 1752–1801                        |                                                                   |                                                                   | František Xaver z Auerspergu 1755–1803                            | František Xaver z Auerspergu 1755–1803                            | František Xaver z Auerspergu 1755–1803  | František Xaver z Auerspergu 1755–1803  | František Xaver z Auerspergu 1755–1803             | František Xaver z Auerspergu 1755–1803             |                                                    |                                                    | 12. Marie Josefa Terezie ze Schwarzenbergu 1751–1755 | 12. Marie Josefa Terezie ze Schwarzenbergu 1751–1755 | 12. Marie Josefa Terezie ze Schwarzenbergu 1751–1755 | 12. Marie Josefa Terezie ze Schwarzenbergu 1751–1755 | 12. Marie Josefa Terezie ze Schwarzenbergu 1751–1755             | 12. Marie Josefa Terezie ze Schwarzenbergu 1751–1755             |                                                                  |                                                                  | František Josef ze Schwarzenbergu 1749–1750                      | František Josef ze Schwarzenbergu 1749–1750                      | František Josef ze Schwarzenbergu 1749–1750 | František Josef ze Schwarzenbergu 1749–1750 | František Josef ze Schwarzenbergu 1749–1750    | František Josef ze Schwarzenbergu 1749–1750    |                                                |                                                |                                                       |                                                       |                                                       |                                                       |                                                       |                                                       |                                                    |                                                    |                                                    |                                                    |                                          |                                          |                                                         |                                                         |                                                         |                                                         |                                                         |                                                         |  |  |  |  |  |  |
|                                                               |                                                               |                                                               |                                                               |                                                               |                                                               |                                    |                                    |                                                          |                                                          |                                                          |                                                          |                                                               |                                                               |                                                               |                                                               |                                                                                               |                                                                                               |                                                                                               |                                                                                               |                                                                                               |                                                                                               |                                                     |                                                     |                                                     |                                                     |                                              |                                              |                                              |                                              |                                            |                                            |                                                                   |                                                                   |                                                                   |                                                                   |                                                                   |                                                                   |                                         |                                         |                                                    |                                                    |                                                    |                                                    |                                                      |                                                      |                                                      |                                                      |                                                                  |                                                                  |                                                                  |                                                                  |                                                                  |                                                                  |                                             |                                             |                                                |                                                |                                                |                                                |                                                       |                                                       |                                                       |                                                       |                                                       |                                                       |                                                    |                                                    |                                                    |                                                    |                                          |                                          |                                                         |                                                         |                                                         |                                                         |                                                         |                                                         |  |  |  |  |  |  |
|                                                               |                                                               |                                                               |                                                               |                                                               |                                                               |                                    |                                    |                                                          |                                                          |                                                          |                                                          |                                                               |                                                               |                                                               |                                                               |                                                                                               |                                                                                               |                                                                                               |                                                                                               |                                                                                               |                                                                                               |                                                     |                                                     |                                                     |                                                     |                                              |                                              |                                              |                                              |                                            |                                            |                                                                   |                                                                   |                                                                   |                                                                   |                                                                   |                                                                   |                                         |                                         |                                                    |                                                    |                                                    |                                                    |                                                      |                                                      |                                                      |                                                      |                                                                  |                                                                  |                                                                  |                                                                  |                                                                  |                                                                  |                                             |                                             |                                                |                                                |                                                |                                                |                                                       |                                                       |                                                       |                                                       |                                                       |                                                       |                                                    |                                                    |                                                    |                                                    |                                          |                                          |                                                         |                                                         |                                                         |                                                         |                                                         |                                                         |  |  |  |  |  |  |
| Josef II. ze Schwarzenbergu, 6. kníže 1769–1833 PRIMOGENITURA | Josef II. ze Schwarzenbergu, 6. kníže 1769–1833 PRIMOGENITURA | Josef II. ze Schwarzenbergu, 6. kníže 1769–1833 PRIMOGENITURA | Josef II. ze Schwarzenbergu, 6. kníže 1769–1833 PRIMOGENITURA | Josef II. ze Schwarzenbergu, 6. kníže 1769–1833 PRIMOGENITURA | Josef II. ze Schwarzenbergu, 6. kníže 1769–1833 PRIMOGENITURA |                                    |                                    | 9. Pavlína ze Schwarzenbergu 1774–1810                   | 9. Pavlína ze Schwarzenbergu 1774–1810                   | 9. Pavlína ze Schwarzenbergu 1774–1810                   | 9. Pavlína ze Schwarzenbergu 1774–1810                   | 9. Pavlína ze Schwarzenbergu 1774–1810                        | 9. Pavlína ze Schwarzenbergu 1774–1810                        |                                                               |                                                               | Karel I. Filip ze Schwarzenbergu, kníže a 1. hlava sekundogenitury 1771–1820 SEKUNDO-GENITURA | Karel I. Filip ze Schwarzenbergu, kníže a 1. hlava sekundogenitury 1771–1820 SEKUNDO-GENITURA | Karel I. Filip ze Schwarzenbergu, kníže a 1. hlava sekundogenitury 1771–1820 SEKUNDO-GENITURA | Karel I. Filip ze Schwarzenbergu, kníže a 1. hlava sekundogenitury 1771–1820 SEKUNDO-GENITURA | Karel I. Filip ze Schwarzenbergu, kníže a 1. hlava sekundogenitury 1771–1820 SEKUNDO-GENITURA | Karel I. Filip ze Schwarzenbergu, kníže a 1. hlava sekundogenitury 1771–1820 SEKUNDO-GENITURA |                                                     |                                                     | Marie Anna z Hohenfeldu 1767/1768–1848              | Marie Anna z Hohenfeldu 1767/1768–1848              | Marie Anna z Hohenfeldu 1767/1768–1848       | Marie Anna z Hohenfeldu 1767/1768–1848       | Marie Anna z Hohenfeldu 1767/1768–1848       | Marie Anna z Hohenfeldu 1767/1768–1848       |                                            |                                            | František ze Schwarzenbergu 1773–1789                             | František ze Schwarzenbergu 1773–1789                             | František ze Schwarzenbergu 1773–1789                             | František ze Schwarzenbergu 1773–1789                             | František ze Schwarzenbergu 1773–1789                             | František ze Schwarzenbergu 1773–1789                             |                                         |                                         | Arnošt ze Schwarzenbergu, rábský biskup 1773–1821  | Arnošt ze Schwarzenbergu, rábský biskup 1773–1821  | Arnošt ze Schwarzenbergu, rábský biskup 1773–1821  | Arnošt ze Schwarzenbergu, rábský biskup 1773–1821  | Arnošt ze Schwarzenbergu, rábský biskup 1773–1821    | Arnošt ze Schwarzenbergu, rábský biskup 1773–1821    |                                                      |                                                      | Alžběta Tereza ze Schwarzenbergu 1778–1791                       | Alžběta Tereza ze Schwarzenbergu 1778–1791                       | Alžběta Tereza ze Schwarzenbergu 1778–1791                       | Alžběta Tereza ze Schwarzenbergu 1778–1791                       | Alžběta Tereza ze Schwarzenbergu 1778–1791                       | Alžběta Tereza ze Schwarzenbergu 1778–1791                       |                                             |                                             | Marie Karolína ze Schwarzenbergu 1775–1816     | Marie Karolína ze Schwarzenbergu 1775–1816     | Marie Karolína ze Schwarzenbergu 1775–1816     | Marie Karolína ze Schwarzenbergu 1775–1816     | Marie Karolína ze Schwarzenbergu 1775–1816            | Marie Karolína ze Schwarzenbergu 1775–1816            |                                                       |                                                       | Josef František Maxmilián z Lobkowicz 1772–1816       | Josef František Maxmilián z Lobkowicz 1772–1816       | Josef František Maxmilián z Lobkowicz 1772–1816    | Josef František Maxmilián z Lobkowicz 1772–1816    | Josef František Maxmilián z Lobkowicz 1772–1816    | Josef František Maxmilián z Lobkowicz 1772–1816    |                                          |                                          | Eleonora ze Schwarzenbergu 1783–1846                    | Eleonora ze Schwarzenbergu 1783–1846                    | Eleonora ze Schwarzenbergu 1783–1846                    | Eleonora ze Schwarzenbergu 1783–1846                    | Eleonora ze Schwarzenbergu 1783–1846                    | Eleonora ze Schwarzenbergu 1783–1846                    |  |  |  |  |  |  |
| Josef II. ze Schwarzenbergu, 6. kníže 1769–1833 PRIMOGENITURA | Josef II. ze Schwarzenbergu, 6. kníže 1769–1833 PRIMOGENITURA | Josef II. ze Schwarzenbergu, 6. kníže 1769–1833 PRIMOGENITURA | Josef II. ze Schwarzenbergu, 6. kníže 1769–1833 PRIMOGENITURA | Josef II. ze Schwarzenbergu, 6. kníže 1769–1833 PRIMOGENITURA | Josef II. ze Schwarzenbergu, 6. kníže 1769–1833 PRIMOGENITURA |                                    |                                    | 9. Pavlína ze Schwarzenbergu 1774–1810                   | 9. Pavlína ze Schwarzenbergu 1774–1810                   | 9. Pavlína ze Schwarzenbergu 1774–1810                   | 9. Pavlína ze Schwarzenbergu 1774–1810                   | 9. Pavlína ze Schwarzenbergu 1774–1810                        | 9. Pavlína ze Schwarzenbergu 1774–1810                        |                                                               |                                                               | Karel I. Filip ze Schwarzenbergu, kníže a 1. hlava sekundogenitury 1771–1820 SEKUNDO-GENITURA | Karel I. Filip ze Schwarzenbergu, kníže a 1. hlava sekundogenitury 1771–1820 SEKUNDO-GENITURA | Karel I. Filip ze Schwarzenbergu, kníže a 1. hlava sekundogenitury 1771–1820 SEKUNDO-GENITURA | Karel I. Filip ze Schwarzenbergu, kníže a 1. hlava sekundogenitury 1771–1820 SEKUNDO-GENITURA | Karel I. Filip ze Schwarzenbergu, kníže a 1. hlava sekundogenitury 1771–1820 SEKUNDO-GENITURA | Karel I. Filip ze Schwarzenbergu, kníže a 1. hlava sekundogenitury 1771–1820 SEKUNDO-GENITURA |                                                     |                                                     | Marie Anna z Hohenfeldu 1767/1768–1848              | Marie Anna z Hohenfeldu 1767/1768–1848              | Marie Anna z Hohenfeldu 1767/1768–1848       | Marie Anna z Hohenfeldu 1767/1768–1848       | Marie Anna z Hohenfeldu 1767/1768–1848       | Marie Anna z Hohenfeldu 1767/1768–1848       |                                            |                                            | František ze Schwarzenbergu 1773–1789                             | František ze Schwarzenbergu 1773–1789                             | František ze Schwarzenbergu 1773–1789                             | František ze Schwarzenbergu 1773–1789                             | František ze Schwarzenbergu 1773–1789                             | František ze Schwarzenbergu 1773–1789                             |                                         |                                         | Arnošt ze Schwarzenbergu, rábský biskup 1773–1821  | Arnošt ze Schwarzenbergu, rábský biskup 1773–1821  | Arnošt ze Schwarzenbergu, rábský biskup 1773–1821  | Arnošt ze Schwarzenbergu, rábský biskup 1773–1821  | Arnošt ze Schwarzenbergu, rábský biskup 1773–1821    | Arnošt ze Schwarzenbergu, rábský biskup 1773–1821    |                                                      |                                                      | Alžběta Tereza ze Schwarzenbergu 1778–1791                       | Alžběta Tereza ze Schwarzenbergu 1778–1791                       | Alžběta Tereza ze Schwarzenbergu 1778–1791                       | Alžběta Tereza ze Schwarzenbergu 1778–1791                       | Alžběta Tereza ze Schwarzenbergu 1778–1791                       | Alžběta Tereza ze Schwarzenbergu 1778–1791                       |                                             |                                             | Marie Karolína ze Schwarzenbergu 1775–1816     | Marie Karolína ze Schwarzenbergu 1775–1816     | Marie Karolína ze Schwarzenbergu 1775–1816     | Marie Karolína ze Schwarzenbergu 1775–1816     | Marie Karolína ze Schwarzenbergu 1775–1816            | Marie Karolína ze Schwarzenbergu 1775–1816            |                                                       |                                                       | Josef František Maxmilián z Lobkowicz 1772–1816       | Josef František Maxmilián z Lobkowicz 1772–1816       | Josef František Maxmilián z Lobkowicz 1772–1816    | Josef František Maxmilián z Lobkowicz 1772–1816    | Josef František Maxmilián z Lobkowicz 1772–1816    | Josef František Maxmilián z Lobkowicz 1772–1816    |                                          |                                          | Eleonora ze Schwarzenbergu 1783–1846                    | Eleonora ze Schwarzenbergu 1783–1846                    | Eleonora ze Schwarzenbergu 1783–1846                    | Eleonora ze Schwarzenbergu 1783–1846                    | Eleonora ze Schwarzenbergu 1783–1846                    | Eleonora ze Schwarzenbergu 1783–1846                    |  |  |  |  |  |  |
|                                                               |                                                               |                                                               |                                                               |                                                               |                                                               |                                    |                                    |                                                          |                                                          |                                                          |                                                          |                                                               |                                                               |                                                               |                                                               |                                                                                               |                                                                                               |                                                                                               |                                                                                               |                                                                                               |                                                                                               |                                                     |                                                     |                                                     |                                                     |                                              |                                              |                                              |                                              |                                            |                                            |                                                                   |                                                                   |                                                                   |                                                                   |                                                                   |                                                                   |                                         |                                         |                                                    |                                                    |                                                    |                                                    |                                                      |                                                      |                                                      |                                                      |                                                                  |                                                                  |                                                                  |                                                                  |                                                                  |                                                                  |                                             |                                             |                                                |                                                |                                                |                                                |                                                       |                                                       |                                                       |                                                       |                                                       |                                                       |                                                    |                                                    |                                                    |                                                    |                                          |                                          |                                                         |                                                         |                                                         |                                                         |                                                         |                                                         |  |  |  |  |  |  |
|                                                               |                                                               |                                                               |                                                               |                                                               |                                                               |                                    |                                    |                                                          |                                                          |                                                          |                                                          |                                                               |                                                               |                                                               |                                                               |                                                                                               |                                                                                               |                                                                                               |                                                                                               |                                                                                               |                                                                                               |                                                     |                                                     |                                                     |                                                     |                                              |                                              |                                              |                                              |                                            |                                            |                                                                   |                                                                   |                                                                   |                                                                   |                                                                   |                                                                   |                                         |                                         |                                                    |                                                    |                                                    |                                                    |                                                      |                                                      |                                                      |                                                      |                                                                  |                                                                  |                                                                  |                                                                  |                                                                  |                                                                  |                                             |                                             |                                                |                                                |                                                |                                                |                                                       |                                                       |                                                       |                                                       |                                                       |                                                       |                                                    |                                                    |                                                    |                                                    |                                          |                                          |                                                         |                                                         |                                                         |                                                         |                                                         |                                                         |  |  |  |  |  |  |
|                                                               |                                                               |                                                               |                                                               |                                                               |                                                               |                                    |                                    |                                                          |                                                          |                                                          |                                                          | 14. Jan Nepomuk ze Schwarzenbergu 1770–1779                   | 14. Jan Nepomuk ze Schwarzenbergu 1770–1779                   | 14. Jan Nepomuk ze Schwarzenbergu 1770–1779                   | 14. Jan Nepomuk ze Schwarzenbergu 1770–1779                   | 14. Jan Nepomuk ze Schwarzenbergu 1770–1779                                                   | 14. Jan Nepomuk ze Schwarzenbergu 1770–1779                                                   |                                                                                               |                                                                                               | Bedřich Karel z Fürstenberg-Weitry 1774–1856                                                  | Bedřich Karel z Fürstenberg-Weitry 1774–1856                                                  | Bedřich Karel z Fürstenberg-Weitry 1774–1856        | Bedřich Karel z Fürstenberg-Weitry 1774–1856        | Bedřich Karel z Fürstenberg-Weitry 1774–1856        | Bedřich Karel z Fürstenberg-Weitry 1774–1856        |                                              |                                              | Marie Terezie ze Schwarzenbergu 1780–1870    | Marie Terezie ze Schwarzenbergu 1780–1870    | Marie Terezie ze Schwarzenbergu 1780–1870  | Marie Terezie ze Schwarzenbergu 1780–1870  | Marie Terezie ze Schwarzenbergu 1780–1870                         | Marie Terezie ze Schwarzenbergu 1780–1870                         |                                                                   |                                                                   | 13. Antonín ze Schwarzenbergu 1772–1775                           | 13. Antonín ze Schwarzenbergu 1772–1775                           | 13. Antonín ze Schwarzenbergu 1772–1775 | 13. Antonín ze Schwarzenbergu 1772–1775 | 13. Antonín ze Schwarzenbergu 1772–1775            | 13. Antonín ze Schwarzenbergu 1772–1775            |                                                    |                                                    | Bedřich ze Schwarzenbergu 1774–1795                  | Bedřich ze Schwarzenbergu 1774–1795                  | Bedřich ze Schwarzenbergu 1774–1795                  | Bedřich ze Schwarzenbergu 1774–1795                  | Bedřich ze Schwarzenbergu 1774–1795                              | Bedřich ze Schwarzenbergu 1774–1795                              |                                                                  |                                                                  | 17. Jan Nepomuk ze Schwarzenbergu 1782–1783                      | 17. Jan Nepomuk ze Schwarzenbergu 1782–1783                      | 17. Jan Nepomuk ze Schwarzenbergu 1782–1783 | 17. Jan Nepomuk ze Schwarzenbergu 1782–1783 | 17. Jan Nepomuk ze Schwarzenbergu 1782–1783    | 17. Jan Nepomuk ze Schwarzenbergu 1782–1783    |                                                |                                                |                                                       |                                                       |                                                       |                                                       |                                                       |                                                       |                                                    |                                                    | 16. Eleonora ze Schwarzenbergu 1777–1782           | 16. Eleonora ze Schwarzenbergu 1777–1782           | 16. Eleonora ze Schwarzenbergu 1777–1782 | 16. Eleonora ze Schwarzenbergu 1777–1782 | 16. Eleonora ze Schwarzenbergu 1777–1782                | 16. Eleonora ze Schwarzenbergu 1777–1782                |                                                         |                                                         |                                                         |                                                         |  |  |  |  |  |  |
|                                                               |                                                               |                                                               |                                                               |                                                               |                                                               |                                    |                                    |                                                          |                                                          |                                                          |                                                          | 14. Jan Nepomuk ze Schwarzenbergu 1770–1779                   | 14. Jan Nepomuk ze Schwarzenbergu 1770–1779                   | 14. Jan Nepomuk ze Schwarzenbergu 1770–1779                   | 14. Jan Nepomuk ze Schwarzenbergu 1770–1779                   | 14. Jan Nepomuk ze Schwarzenbergu 1770–1779                                                   | 14. Jan Nepomuk ze Schwarzenbergu 1770–1779                                                   |                                                                                               |                                                                                               | Bedřich Karel z Fürstenberg-Weitry 1774–1856                                                  | Bedřich Karel z Fürstenberg-Weitry 1774–1856                                                  | Bedřich Karel z Fürstenberg-Weitry 1774–1856        | Bedřich Karel z Fürstenberg-Weitry 1774–1856        | Bedřich Karel z Fürstenberg-Weitry 1774–1856        | Bedřich Karel z Fürstenberg-Weitry 1774–1856        |                                              |                                              | Marie Terezie ze Schwarzenbergu 1780–1870    | Marie Terezie ze Schwarzenbergu 1780–1870    | Marie Terezie ze Schwarzenbergu 1780–1870  | Marie Terezie ze Schwarzenbergu 1780–1870  | Marie Terezie ze Schwarzenbergu 1780–1870                         | Marie Terezie ze Schwarzenbergu 1780–1870                         |                                                                   |                                                                   | 13. Antonín ze Schwarzenbergu 1772–1775                           | 13. Antonín ze Schwarzenbergu 1772–1775                           | 13. Antonín ze Schwarzenbergu 1772–1775 | 13. Antonín ze Schwarzenbergu 1772–1775 | 13. Antonín ze Schwarzenbergu 1772–1775            | 13. Antonín ze Schwarzenbergu 1772–1775            |                                                    |                                                    | Bedřich ze Schwarzenbergu 1774–1795                  | Bedřich ze Schwarzenbergu 1774–1795                  | Bedřich ze Schwarzenbergu 1774–1795                  | Bedřich ze Schwarzenbergu 1774–1795                  | Bedřich ze Schwarzenbergu 1774–1795                              | Bedřich ze Schwarzenbergu 1774–1795                              |                                                                  |                                                                  | 17. Jan Nepomuk ze Schwarzenbergu 1782–1783                      | 17. Jan Nepomuk ze Schwarzenbergu 1782–1783                      | 17. Jan Nepomuk ze Schwarzenbergu 1782–1783 | 17. Jan Nepomuk ze Schwarzenbergu 1782–1783 | 17. Jan Nepomuk ze Schwarzenbergu 1782–1783    | 17. Jan Nepomuk ze Schwarzenbergu 1782–1783    |                                                |                                                |                                                       |                                                       |                                                       |                                                       |                                                       |                                                       |                                                    |                                                    | 16. Eleonora ze Schwarzenbergu 1777–1782           | 16. Eleonora ze Schwarzenbergu 1777–1782           | 16. Eleonora ze Schwarzenbergu 1777–1782 | 16. Eleonora ze Schwarzenbergu 1777–1782 | 16. Eleonora ze Schwarzenbergu 1777–1782                | 16. Eleonora ze Schwarzenbergu 1777–1782                |                                                         |                                                         |                                                         |                                                         |  |  |  |  |  |  |
|                                                               |                                                               |                                                               |                                                               |                                                               |                                                               |                                    |                                    |                                                          |                                                          |                                                          |                                                          |                                                               |                                                               |                                                               |                                                               |                                                                                               |                                                                                               |                                                                                               |                                                                                               |                                                                                               |                                                                                               |                                                     |                                                     |                                                     |                                                     |                                              |                                              |                                              |                                              |                                            |                                            |                                                                   |                                                                   |                                                                   |                                                                   |                                                                   |                                                                   |                                         |                                         |                                                    |                                                    |                                                    |                                                    |                                                      |                                                      |                                                      |                                                      |                                                                  |                                                                  |                                                                  |                                                                  |                                                                  |                                                                  |                                             |                                             |                                                |                                                |                                                |                                                |                                                       |                                                       |                                                       |                                                       |                                                       |                                                       |                                                    |                                                    |                                                    |                                                    |                                          |                                          |                                                         |                                                         |                                                         |                                                         |                                                         |                                                         |  |  |  |  |  |  |
|                                                               |                                                               |                                                               |                                                               |                                                               |                                                               |                                    |                                    |                                                          |                                                          |                                                          |                                                          |                                                               |                                                               |                                                               |                                                               |                                                                                               |                                                                                               |                                                                                               |                                                                                               |                                                                                               |                                                                                               |                                                     |                                                     |                                                     |                                                     |                                              |                                              |                                              |                                              |                                            |                                            |                                                                   |                                                                   |                                                                   |                                                                   |                                                                   |                                                                   |                                         |                                         |                                                    |                                                    |                                                    |                                                    |                                                      |                                                      |                                                      |                                                      |                                                                  |                                                                  |                                                                  |                                                                  |                                                                  |                                                                  |                                             |                                             |                                                |                                                |                                                |                                                |                                                       |                                                       |                                                       |                                                       |                                                       |                                                       |                                                    |                                                    |                                                    |                                                    |                                          |                                          |                                                         |                                                         |                                                         |                                                         |                                                         |                                                         |  |  |  |  |  |  |
| Marie Eleonora ze Schwarzenbergu 1796–1848                    | Marie Eleonora ze Schwarzenbergu 1796–1848                    | Marie Eleonora ze Schwarzenbergu 1796–1848                    | Marie Eleonora ze Schwarzenbergu 1796–1848                    | Marie Eleonora ze Schwarzenbergu 1796–1848                    | Marie Eleonora ze Schwarzenbergu 1796–1848                    |                                    |                                    | Alfréd z Windisch-Grätzu 1787–1862                       | Alfréd z Windisch-Grätzu 1787–1862                       | Alfréd z Windisch-Grätzu 1787–1862                       | Alfréd z Windisch-Grätzu 1787–1862                       | Alfréd z Windisch-Grätzu 1787–1862                            | Alfréd z Windisch-Grätzu 1787–1862                            |                                                               |                                                               | Jan Adolf II. ze Schwarzenbergu, 7. kníže 1799–1888                                           | Jan Adolf II. ze Schwarzenbergu, 7. kníže 1799–1888                                           | Jan Adolf II. ze Schwarzenbergu, 7. kníže 1799–1888                                           | Jan Adolf II. ze Schwarzenbergu, 7. kníže 1799–1888                                           | Jan Adolf II. ze Schwarzenbergu, 7. kníže 1799–1888                                           | Jan Adolf II. ze Schwarzenbergu, 7. kníže 1799–1888                                           |                                                     |                                                     | Eleonora z Liechtensteinu 1812–1873                 | Eleonora z Liechtensteinu 1812–1873                 | Eleonora z Liechtensteinu 1812–1873          | Eleonora z Liechtensteinu 1812–1873          | Eleonora z Liechtensteinu 1812–1873          | Eleonora z Liechtensteinu 1812–1873          |                                            |                                            | Marie Pavlína ze Schwarzenbergu 1798–1821                         | Marie Pavlína ze Schwarzenbergu 1798–1821                         | Marie Pavlína ze Schwarzenbergu 1798–1821                         | Marie Pavlína ze Schwarzenbergu 1798–1821                         | Marie Pavlína ze Schwarzenbergu 1798–1821                         | Marie Pavlína ze Schwarzenbergu 1798–1821                         |                                         |                                         | Jindřich Eduard z Schönburg-Hartensteinu 1787–1872 | Jindřich Eduard z Schönburg-Hartensteinu 1787–1872 | Jindřich Eduard z Schönburg-Hartensteinu 1787–1872 | Jindřich Eduard z Schönburg-Hartensteinu 1787–1872 | Jindřich Eduard z Schönburg-Hartensteinu 1787–1872   | Jindřich Eduard z Schönburg-Hartensteinu 1787–1872   |                                                      |                                                      | Felix ze Schwarzenbergu, rakouský ministerský předseda 1800–1852 | Felix ze Schwarzenbergu, rakouský ministerský předseda 1800–1852 | Felix ze Schwarzenbergu, rakouský ministerský předseda 1800–1852 | Felix ze Schwarzenbergu, rakouský ministerský předseda 1800–1852 | Felix ze Schwarzenbergu, rakouský ministerský předseda 1800–1852 | Felix ze Schwarzenbergu, rakouský ministerský předseda 1800–1852 |                                             |                                             | princ ze Schwarzenbergu */† 1802               | princ ze Schwarzenbergu */† 1802               | princ ze Schwarzenbergu */† 1802               | princ ze Schwarzenbergu */† 1802               | princ ze Schwarzenbergu */† 1802                      | princ ze Schwarzenbergu */† 1802                      |                                                       |                                                       | Marie Matylda ze Schwarzenbergu 1804–1886             | Marie Matylda ze Schwarzenbergu 1804–1886             | Marie Matylda ze Schwarzenbergu 1804–1886          | Marie Matylda ze Schwarzenbergu 1804–1886          | Marie Matylda ze Schwarzenbergu 1804–1886          | Marie Matylda ze Schwarzenbergu 1804–1886          |                                          |                                          | Bedřich ze Schwarzenbergu, arcibiskup pražský 1809–1885 | Bedřich ze Schwarzenbergu, arcibiskup pražský 1809–1885 | Bedřich ze Schwarzenbergu, arcibiskup pražský 1809–1885 | Bedřich ze Schwarzenbergu, arcibiskup pražský 1809–1885 | Bedřich ze Schwarzenbergu, arcibiskup pražský 1809–1885 | Bedřich ze Schwarzenbergu, arcibiskup pražský 1809–1885 |  |  |  |  |  |  |
| Marie Eleonora ze Schwarzenbergu 1796–1848                    | Marie Eleonora ze Schwarzenbergu 1796–1848                    | Marie Eleonora ze Schwarzenbergu 1796–1848                    | Marie Eleonora ze Schwarzenbergu 1796–1848                    | Marie Eleonora ze Schwarzenbergu 1796–1848                    | Marie Eleonora ze Schwarzenbergu 1796–1848                    |                                    |                                    | Alfréd z Windisch-Grätzu 1787–1862                       | Alfréd z Windisch-Grätzu 1787–1862                       | Alfréd z Windisch-Grätzu 1787–1862                       | Alfréd z Windisch-Grätzu 1787–1862                       | Alfréd z Windisch-Grätzu 1787–1862                            | Alfréd z Windisch-Grätzu 1787–1862                            |                                                               |                                                               | Jan Adolf II. ze Schwarzenbergu, 7. kníže 1799–1888                                           | Jan Adolf II. ze Schwarzenbergu, 7. kníže 1799–1888                                           | Jan Adolf II. ze Schwarzenbergu, 7. kníže 1799–1888                                           | Jan Adolf II. ze Schwarzenbergu, 7. kníže 1799–1888                                           | Jan Adolf II. ze Schwarzenbergu, 7. kníže 1799–1888                                           | Jan Adolf II. ze Schwarzenbergu, 7. kníže 1799–1888                                           |                                                     |                                                     | Eleonora z Liechtensteinu 1812–1873                 | Eleonora z Liechtensteinu 1812–1873                 | Eleonora z Liechtensteinu 1812–1873          | Eleonora z Liechtensteinu 1812–1873          | Eleonora z Liechtensteinu 1812–1873          | Eleonora z Liechtensteinu 1812–1873          |                                            |                                            | Marie Pavlína ze Schwarzenbergu 1798–1821                         | Marie Pavlína ze Schwarzenbergu 1798–1821                         | Marie Pavlína ze Schwarzenbergu 1798–1821                         | Marie Pavlína ze Schwarzenbergu 1798–1821                         | Marie Pavlína ze Schwarzenbergu 1798–1821                         | Marie Pavlína ze Schwarzenbergu 1798–1821                         |                                         |                                         | Jindřich Eduard z Schönburg-Hartensteinu 1787–1872 | Jindřich Eduard z Schönburg-Hartensteinu 1787–1872 | Jindřich Eduard z Schönburg-Hartensteinu 1787–1872 | Jindřich Eduard z Schönburg-Hartensteinu 1787–1872 | Jindřich Eduard z Schönburg-Hartensteinu 1787–1872   | Jindřich Eduard z Schönburg-Hartensteinu 1787–1872   |                                                      |                                                      | Felix ze Schwarzenbergu, rakouský ministerský předseda 1800–1852 | Felix ze Schwarzenbergu, rakouský ministerský předseda 1800–1852 | Felix ze Schwarzenbergu, rakouský ministerský předseda 1800–1852 | Felix ze Schwarzenbergu, rakouský ministerský předseda 1800–1852 | Felix ze Schwarzenbergu, rakouský ministerský předseda 1800–1852 | Felix ze Schwarzenbergu, rakouský ministerský předseda 1800–1852 |                                             |                                             | princ ze Schwarzenbergu */† 1802               | princ ze Schwarzenbergu */† 1802               | princ ze Schwarzenbergu */† 1802               | princ ze Schwarzenbergu */† 1802               | princ ze Schwarzenbergu */† 1802                      | princ ze Schwarzenbergu */† 1802                      |                                                       |                                                       | Marie Matylda ze Schwarzenbergu 1804–1886             | Marie Matylda ze Schwarzenbergu 1804–1886             | Marie Matylda ze Schwarzenbergu 1804–1886          | Marie Matylda ze Schwarzenbergu 1804–1886          | Marie Matylda ze Schwarzenbergu 1804–1886          | Marie Matylda ze Schwarzenbergu 1804–1886          |                                          |                                          | Bedřich ze Schwarzenbergu, arcibiskup pražský 1809–1885 | Bedřich ze Schwarzenbergu, arcibiskup pražský 1809–1885 | Bedřich ze Schwarzenbergu, arcibiskup pražský 1809–1885 | Bedřich ze Schwarzenbergu, arcibiskup pražský 1809–1885 | Bedřich ze Schwarzenbergu, arcibiskup pražský 1809–1885 | Bedřich ze Schwarzenbergu, arcibiskup pražský 1809–1885 |  |  |  |  |  |  |